# Dohány utcai zsinagóga
A Dohány utcai zsinagóga vagy ahogyan a köznyelvben előfordul: a Nagy zsinagóga Budapest VII. kerületében, a Dohány utcában, a magyar neológ zsidóság legnagyobb zsinagógája, illetve a legnagyobb egész Európában. Az egykori zsidónegyedben áll, ahol ma is sok zsidó vallású ember él, akik a hagyományokat mindmáig őrzik.
A zsinagóga a magyarországi zsidóság fontos jelképe, továbbá Budapest jelentős idegenforgalmi látványossága. A főváros kulturális életében is aktív szerepet tölt be, ugyanis helyet ad komolyzenei hangversenyeknek, különböző fesztiválok helyszínéül szolgál; falai közt gyakran hangzanak fel orgonakoncertek, illetve kántorfellépések.

## A zsinagóga története

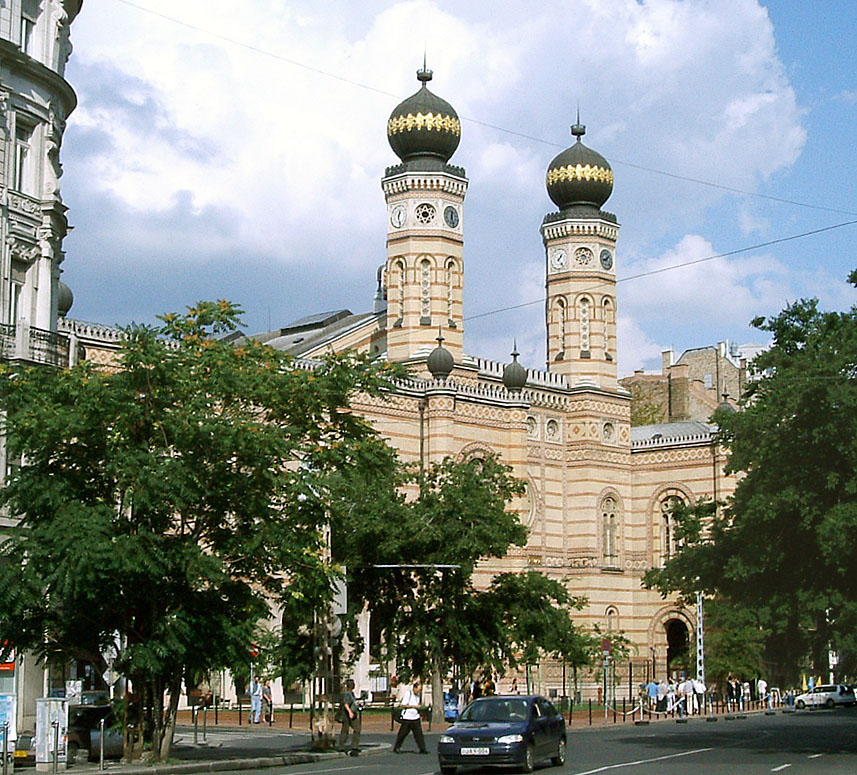
A Dohány utcai zsinagóga

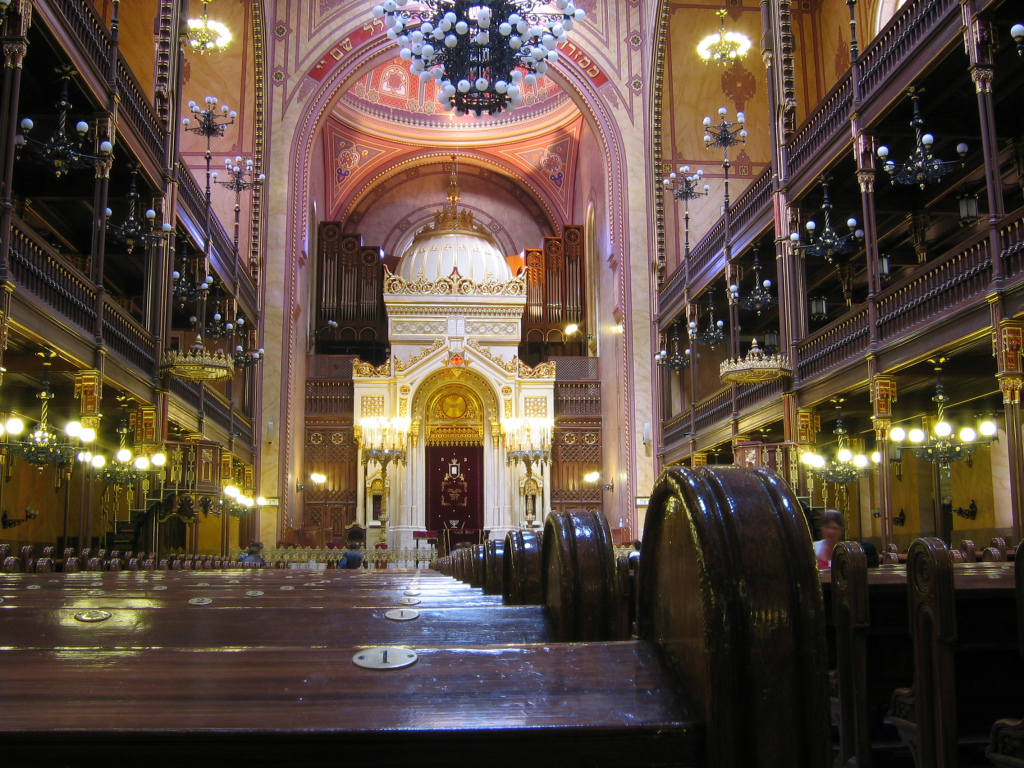
A zsinagóga belseje

A zsinagóga építésére – másfél évszázaddal ezelőtt – pályázatot írtak ki, amelyre a kor olyan legjelesebb mérnökei, mint pl. Hild József klasszicista stílusban nyújtották be javaslatukat. Végül – ma sem tudni, pontosan milyen megfontolásból – Ludwig Förster (1797–1863) osztrák építész, a bécsi akadémia tanára nyerte el a pályázatot mór stílusú zsinagógatervével. (Korábban ő tervezte a bécsi nagyzsinagógát is.) Alig öt esztendő alatt végeztek a teljes kivitelezéssel, ami annak idején is rekordidőnek számított. (Hozzávetőleg ennyi ideig tartott az 1991-ben kezdődött, és 1996-ban lényegében lezárult felújítás is.) Az építésvezető Wechselman Ignác műépítész (1828–1903) volt, aki később egész vagyonát a Zsidó Vakok Intézetére hagyta, valóságos csodát művelt. Förster távollétében még az egyik rivális magyar építész munkáját is igénybe vette: így aztán Feszl Frigyes, a Vigadó híres építésze tervezte a zsinagóga belső szentélyét. A zsinagóga ünnepélyes felavatására 1859. szeptember 6-án került sor. (Nem véletlen, hogy 2009-ben a zsinagóga születésnapját is éppen szeptember 6-án ünnepelték meg.) 
A Dohány utcai zsinagógához az elmúlt közel évszázad alatt számos történelmi és kegyeleti emlék fűződött. A szomszédos, azóta lebontott saroképületben (helyén épült a Zsidó Múzeum) született 1860-ban Herzl Tivadar író, újságíró, a zsidó állam megálmodója. Emléktáblája a múzeum lépcsőfordulójában található. Az elülső árkádsor lebontásával képzett kis tér az ő nevét viseli.
A zsinagóga falai között a magyar történelem örömteli és szomorú eseményei is visszhangra találtak. A nemzeti évfordulókat, elsősorban március 15-ét rendszeresen megünnepelték. Gyászistentiszteletet tartottak a nagy magyar államférfiak elhunyta alkalmából is. A zsinagógában a rendszeres istentiszteleteken kívül, több kiemelkedő eseményre is sor került. 1860. december 20-án „zsidó–magyar testvéresülés” ünnepséget tartottak, melyen államférfiak, tudósok, írók, művészek jelentek meg, s ekkor első ízben felhangzott zsidó zsinagógában a Szózat. 1861. április 8-án Széchenyi Istvánért, 1894-ben Kossuth Lajosért tartottak ünnepi megemlékezést.
1929 és 1931 között a zsinagóga egész környezetét felújították. Akkor emelték a mai Zsidó Múzeumot (hivatalos nevén Zsidó Vallási és Történeti Gyűjtemény), a kupolás Hősök templomát, amely az első világháborús zsidó hősök emlékét őrzi, s amely sokáig a Rumbach utcai zsinagóga megszűnése után az úgynevezett status quo (mérsékelten konzervatív) irányzatú pesti zsidóság legfőbb imaházaként működött. Az akkori átépítés során alakították ki azt az oszlopcsarnokkal körülvett kertet is, amelyről a tervezők nem is sejtették, milyen szomorú szerepet fog egykor betölteni a magyar zsidóság életében. Ekkor ugyanis már – az érlelődő fasizmus jegyében – megpróbáltatások sorozata indult a zsinagóga történetében.
1931 tavaszán revolveres merénylő golyói oltották ki két hívő életét, 1939. február 3-án pedig a szemközti ház tetejéről kézigránátot dobtak az istentiszteletről távozók közé. Végül 1944-ben itt állították fel a budapesti gettót: egyik kapuja az árkádsor Wesselényi utcai oldalán volt. A mögötte levő háztömbökben és magában a zsinagógában is közel hetvenezer embert zsúfoltak össze, vagyonuktól és jogaiktól megfosztva, állandó halálfélelemnek kitéve. Budapest ostroma idején a zsinagógát 27 találat érte, ezek egyike-másika hosszú évtizedeken át látható volt. A zsinagóga kertje ekkor lett a mártírok temetője. Itt hantolták el – sokukat tömegsírban – a betegségben és éhezéstől elhunyt vagy meggyilkolt áldozatokat. Többségüket később a hozzátartozók kérésére exhumálták és a budapesti zsidó temetőkben helyezték végső nyugalomra. Jó részüket azonban (mintegy hétezer holttestet) nem tudták azonosítani, vagy hozzátartozójuk sem maradt életben: így maradványaik ma is itt nyugszanak.
Ez az épület – az egész ország és a világ zsidósága szemében – a magyar nyelvű zsidó közösség és a magyar zsidó kultúra szimbóluma lett.
A budapesti Dohány utcai zsinagóga ma az Emánu-Él zsinagóga után a világ második legnagyobb és Európában – az amszterdamival együtt – a legmonumentálisabb zsinagógája.

## Vallási élet a templomban

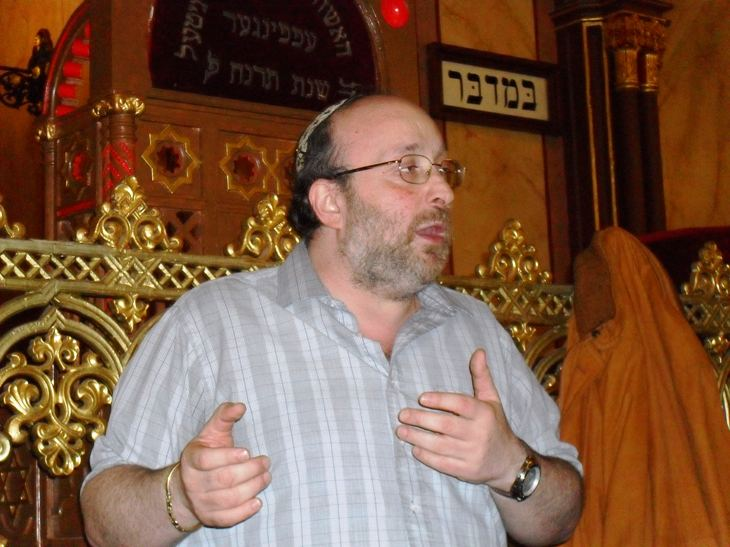
Frölich Róbert főrabbi

A zsinagóga a Dohány utcai templomkörzethez tartozik, az istentiszteleteket Frölich Róbert főrabbi vezeti, a főkántor Fekete László. Érdekesség, hogy a hétvégi istentiszteleten megszólal az orgona is (Lisznyai-Szabó Mária játékát hallgathatjuk) és a szertartást kórus kíséri.
A zsinagógába mindig fedett fővel kell a férfiaknak belépni (a férjezett asszonyok kendőben), a tisztelet jeléül. Ilyenkor egy bibliai mondatot ismételnek a vallásos zsidók, különös módon épp egy idegen próféta, Bileám szavait, aki megátkozni akarta Izraelt, ám sátrainak rendezettségét látva, csak áldani tudott: „Milyen szépek a sátraid, Jákob, hajlékaid Izrael”.

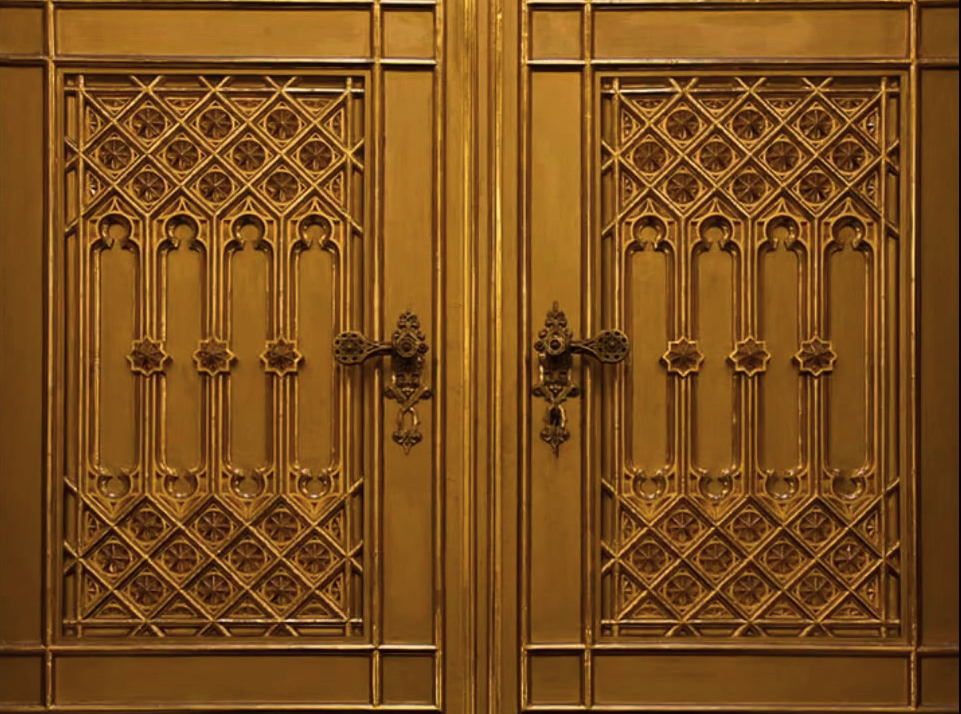
A frigyszekrény ajtói zárva

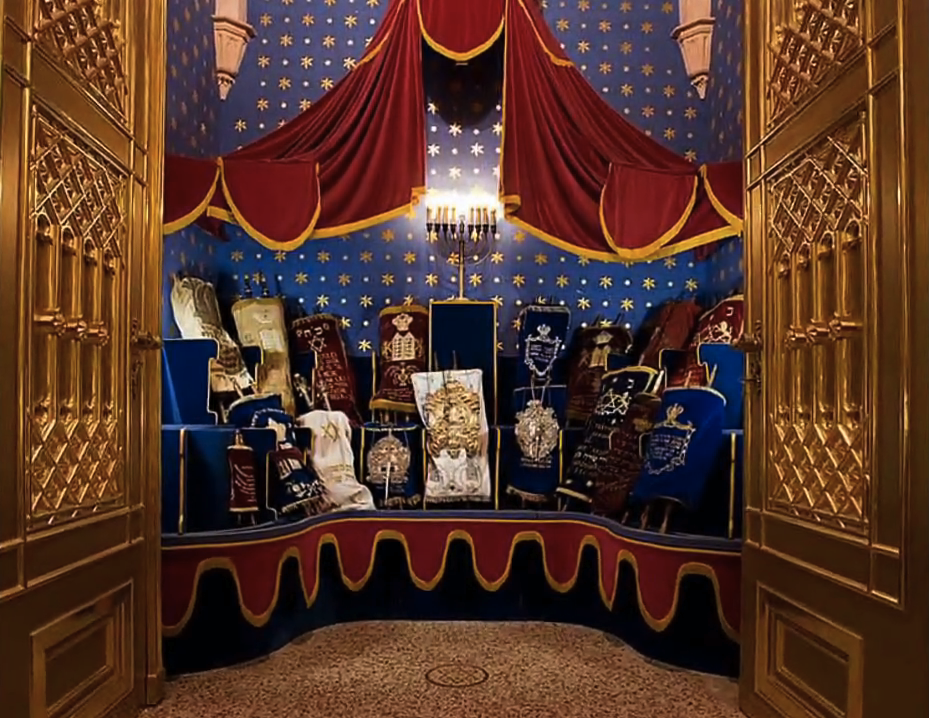
A frigyszekrény ajtói nyitva – bent a Tóra-tekercsek

Lényeges eszköze a zsinagóga a közösség szerveződésének és megtartásának: imádkozni is csak akkor lehet benne, ha legalább tíz felnőtt férfi van jelen. Ennek magyarázatát a Szentírásban fedezhetjük föl. Mózes Izrael fiainak 12 törzséből egy-egy embert küldött Kánaánba, hogy az országról híreket hozzanak. A visszatérők vállukra vetett rúdon hozták az óriási szőlőfürtöket, ami az ország gazdagságáról, a „tejjel-mézzel folyó Kánaánról" vallott. Ám két ember kivételével (Jósua és Káleb) valamennyien azt állították: a pusztai nép képtelen lesz elfoglalni a számára odaígért földet. Mózes ekkor elmarasztalja a hírhozó „gyülekezet" lázadását. Tehát 10 felnőtt férfi – Mózes szemében is – már közösségnek, gyülekezetnek számított.
A zsidó istentisztelet világszerte, nálunk is, héber nyelven zajlik, a szokások is jobbára megegyeznek az ősidők óta és világszerte ma is gyakorolt rituáléval. Ezt írja elő a hagyomány, s ezen felül ez fűzi össze a zsidókat a közeli és távoli múlttal, s a világ más tájain élő testvéreikkel. Maga az ima voltaképpen a hajdanvolt áldozatbemutatást helyettesíti, ahogyan azt a bibliai Zsoltárok könyvében olvashatjuk: „Legyen az én imádságom áldozat Előtted, Uram”. A zsinagóga hagyományosan hármas feladata a közös imádkozás, a Tóra (Mózes öt könyvének) olvasása és a tanulás. Ez utóbbival kapcsolatos Jósua ben Gamala főpap i.sz. 64-ből való rendelete, amely szerint „minden olyan községben, ahol legalább tíz felnőtt férfi lakik, építsenek zsinagógát és iskolát”. Ennek köszönhető, hogy azóta is mindenütt, ahol zsidó település létrejön, erről a kettőről meg nem feledkeznek. És ennek volt köszönhető, hogy az ingyenes és kötelező népoktatás – annak idején 6–13 éves korig – éppen a zsidóságban valósult meg először. Különös, de a tanulás még az imánál is előbbre való; a főpap említett rendelete ugyanis így folytatódik: „Amennyiben a községnek nincs elég pénze, hogy zsinagógát és iskolát építsen, akkor csak iskolát létesítsenek, mert imádkozni ott is lehet.”

### Istentiszteletek ideje a zsinagógában
Az Istentiszteletek idején a zsinagógában a turistaforgalom szünetel. Ilyenkor nem csak zsidók vehetnek részt a szertartáson, bárki megtekintheti a szertartást. Néhány feltételnek azonban meg kell felelnie mindenkinek: nem lehet rövid nadrágban, papucsban, fedetlen vállal, térden felül végződő szoknyában, illetve férfiaknak kipa, vagy más fejfedő nélkül belépnie a templomba. Ilyenkor tilos fényképeket is készíteni, hiszen az a szombat parancsolatába ütközne.
| nyári időszámítás – Dohány utcai zsinagóga | téli időszámítás – Hősök temploma |
| ------------------------------------------ | --------------------------------- |
| Péntek esti ima – 18:00                    | Péntek esti ima – 17:00           |
| Szombat reggeli ima – 09:30                | Szombat reggeli ima – 09:30       |

## A zsinagóga építésének előzményei
A 18. században a magyar zsidóság életében a vezető szerepet két régi közösség, Óbuda és Pozsony töltötte be. Az 1800-as években azonban két generáció elég volt, hogy az elsőséget úgy demográfiai, mint egzisztenciális helyzet és kulturáltság tekintetében Pest vegye át.
Első adatok a Pestről származó Saulról vannak, aki egy budai, hasonló személynevű hittestvérével együtt, Székesfehérváron telepedett meg és itt a helyi káptalant IV. Béla kiváltságlevelének hitelesítésére kérte. Pesten a török hódoltság idején is találunk zsidókat, azonban 1686-tól kezdve, mintegy 100 esztendőn keresztül még nyomuk sincs. A történettudomány ezt azzal indokolja, hogy a szabad királyi városok féltek a zsidók kereskedelmi és ipari konkurenciájától.
Pest városában, az 1727-ben tartott zsidó összeírás jegyzőkönyve így fogalmaz a városról: „…sőt még azt se tűrjük, hogy itt bárki is megháljon, kivéve szükség esetén, vagy ha éjszaka rájuk tör, vagy a királyi táblánál elintéznivalójuk akad.”
A város a XVIII. század utolsó harmadáig zsidókat nem volt hajlandó befogadni. Azonban 1783. március 31-én II. József császári rendelete megszüntette e – hivatalból is érvényben levő – előítéletet. Letelepedésük immár megengedetté vált a szabad királyi városokban, a kivételt csak a bányavárosok jelentették. Így kerültek a zsidók Pestre, elsősorban a Terézvárosba és a Belvárosba. A hivatalos összeírásból tudjuk, hogy 1787-ben 14 ún. "megtűrt" és 114 "telepes" élt a Duna bal oldalán. Ugyanebben az évben már első imaházuk is megalakult a mai Király utcában, a Hausler-féle majorságban.
1826-ban felavatták a bécsi hitközség reprezentatív zsinagógáját. A pesti zsidók közül többen jártak a császári fővárosban és az ottani zsidó templom mély benyomást tett rájuk. Ennek hatására vezették be a megreformált istentiszteletet a Király utcában, a "Fehérlúd" házban levő templomban. Ezt cultustempelnek nevezték el, ahol kórus kíséretében, tehát módosított formában tartották a szertartást. Ez azért fontos, mert innen már egyenes az út a Dohány utcai zsinagóga liberalizált, és meghatározó módon modernizált istentiszteleti rendjéhez, amely olyan épületben történt, amely külső és belső megjelenési formájában stílusteremtő erővel bírt.
A zsinagógaépítés előzményéről 1901-ben megjelent, Tenczer-díjjal jutalmazott pályaművében így írt Büchler Sándor:
„A telek, melyen a hatalmas és díszes voltával imponáló templom felépült, báró Baldácsy Antalnak képezte valaha tulajdonát. A rajta levő házat a hozzá tartozó kerttel a báró 1837 május 14-én harminczkét esztendőre adta bérbe a hitközségnek, mely ugyanekkor 47.000 pengő forintot és 50. cs. kir. aranyat tábláztatott rá. A zsidók örök áron szerették volna megvásárolni, de ennek meggátlója az volt, hogy egyes sz. kir. városokban, köztük Pesten, a zsidók ebben az időben tulajdonilag még nem szerezhettek ingatlanokat. A pestiek szigora következtében bérházakban, nagy költség fejében kellett vallási és culturális intézményeiket elhelyezni. Hiába folyamodtak 1812-ben, hogy engedtessék meg nekik zsinagóga, iskola építésére szolgáló terület megvásárlása, kérésüket elutasították. Hasonló próbálkozásuk 1825-ben ugyancsak sikertelenül járt.”
Világi és vallási vezetőkből álló testület 1845-ben döntötte el a templomépítést. Az az elv vezérelte őket, hogy e helyen olyan zsinagóga álljon, mely tiszteletben tartja a tradíciókat, de otthont ad a liberalizációs törekvéseknek is. Az istentiszteleteket ünnepélyessé kívánták tenni, orgona és énekkar alkalmazásával.
A kiírt pályázatra Hild József klasszicista, Feszl Frigyes bizánci stílusú épülettel jelentkezett. Végül Ludwig Förster mór stílusú épülettervét fogadták el. Förster 1797. október 8-án Bayreuth-ban született és 1863. február 14-én Gleichenbergben halt meg. E német építész tanított a bécsi Akadémián. Munkásságát az eklektika iránti szeretet határozta meg, de sokat tanult az olasz reneszánsz formanyelvéből is. Bécsben ő tervezte a zsinagógát, a Ringet és több bécsi középületet. Magyarországon nevéhez fűződik a miskolci zsinagóga tervezése is.

## A zsinagóga építészete

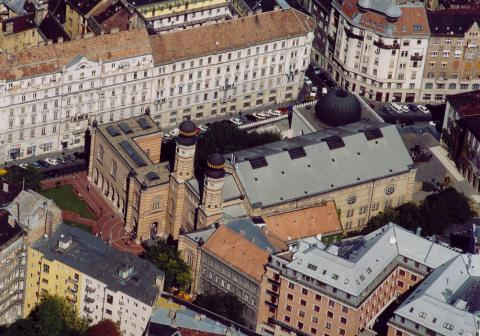
A zsinagóga légifotója

### Az épület elhelyezkedése, homlokzata

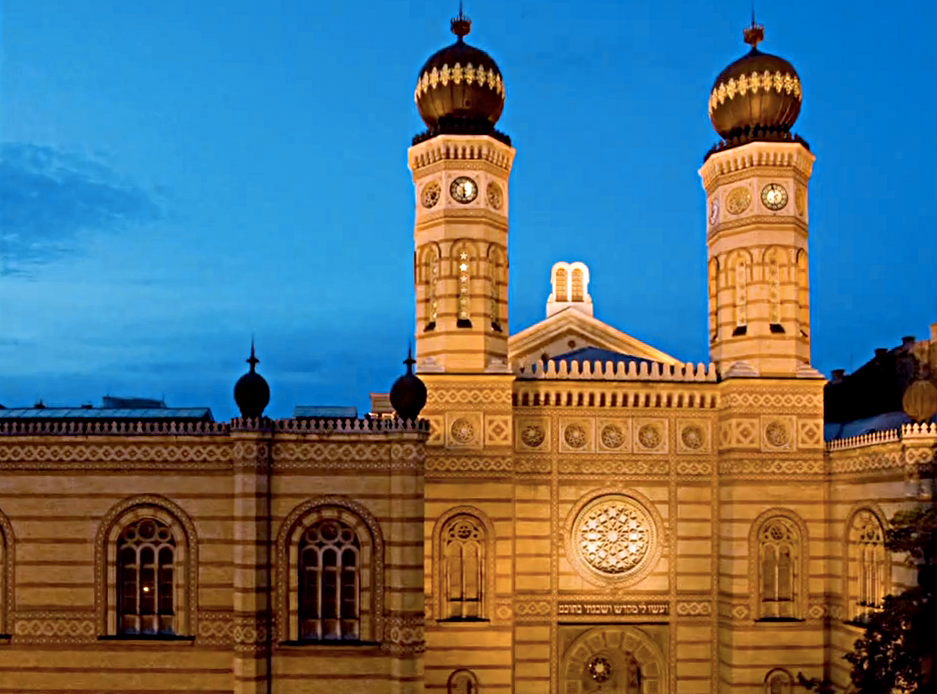
A zsinagóga homlokzata este

Ősi előírások szabják meg (vagy éppenséggel ösztönzik) a zsinagógaépítő munkáját. Mindenekelőtt a zsinagóga homlokzatának keletre, Jeruzsálem felé kell néznie: ezért keletkezett egy kisebb törésvonal a Dohány utcai zsinagóga bejáratánál, ami eltér az utca irányától. 

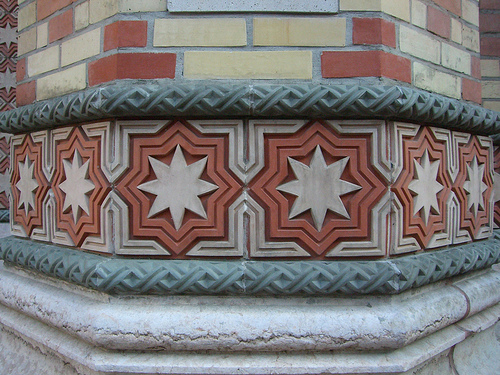
A homlokzaton körbefutó kőfonat

A sima kváderezéssel felhúzott sarokrizalitokat sokszögű háromnegyed oszlop fogja közre, melynek tetején egy-egy kupola emelkedik. Az oszlopoknál úgy a torusz, mint a trochilusz szerkezeti elemként funkcionál. Az alsó részben levő valódi boltozatot több rétegű, keleties, ornamentális díszítés tölti ki. A felső szinten levő, ornamensekkel borított ablaknyílást négy oszlop tagolja.

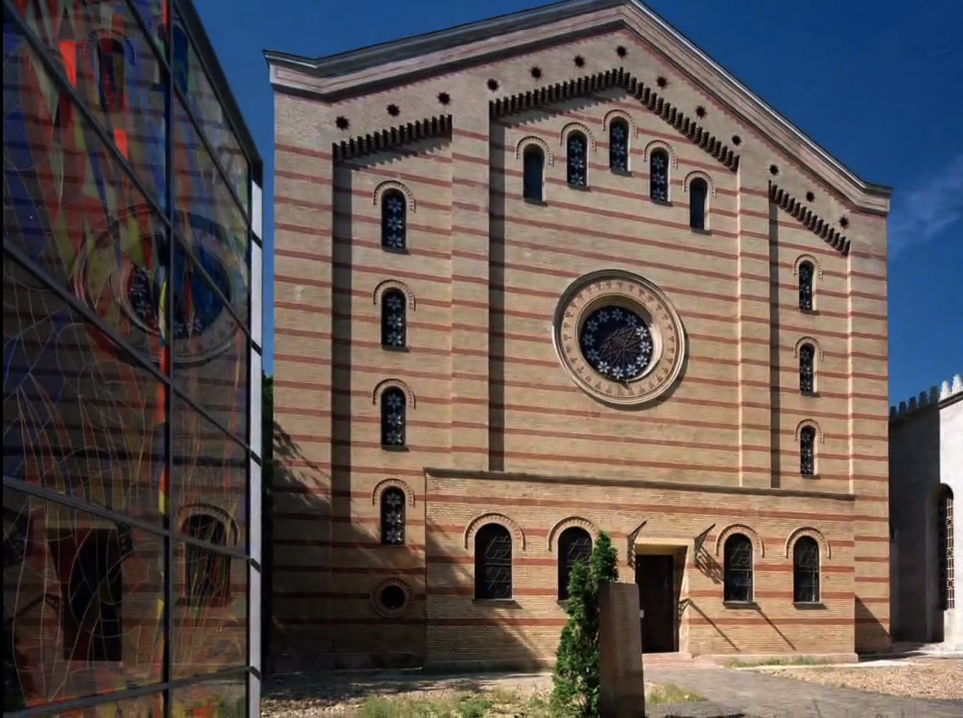
A zsinagóga hátulról

Az oszloplábak felett, az ablaknyílások alsó szintjén és a fogazott párkánytag alatt a templom egész homlokzatán kőfonat húzódik végig.
Az épületet homlokzatburkolata égetett kerámia, mészkő lábazat burkolat és helyenként márvány.
A középrizalit alsó és középső egysége funkcionális jellegű. Hat lépcsőn jutunk fel a díszes főbejárathoz, amelyet téglányi alakú keret ölel. Mindkét oldalán egy-egy félköríves záródású ablak biztosít szimmetriát. A kapu felett bibliai idézet : "Vöászu li mikdás, vösáchánti bötochám." "És készítsenek számomra szentélyt, hogy közöttük lakozzam." A csillaggal megjelölt betűk számértékének összege a zsinagóga építésének dátumát, az 1859-es esztendőt adják ki.
A szentírási mondat feletti áttört, míves rózsaablak a belső tér egyik fő fényforrása. A két szélen levő ablakok formájukkal a Tízparancsolat kőtábláit imitálják. Mintegy így is kihangsúlyozva az épület vallási jellegét.
A középrizalit legfelső zónája ritmikusan ismétlődő ablakokból tevődik össze. A világos és sötétebb tónusú téglák, anyagukból és elhelyezkedésükből adódóan teremtik meg a harmóniát.

### A belső tér
Belül, a keleti főfalon helyezkedik el a frigyszekrény, amelyben az ősi Tóra-tekercseket őrzik. A frigyszekrényt bársonyfüggöny és kárpit takarja, ezen héber szöveg és zsidó jelképek láthatók:
- menóra (hétágú lámpás),
- Dávid-csillag,
- kettős oszlop (melyek a Szentély oszlopaira emlékeztetnek),
- oroszlán (Júda oroszlánja) és korona (a Tóra vagy a tudás koronája).

A frigyszekrényhez, amely előtt mindig örökmécses ég, lépcsők vezetnek fel. (A hajdanvolt Szentély oltárához 15 lépcsőn vonultak fel a papok és – énekszó kíséretében – a léviták kórusának tagjai.) A Dohány utcai zsinagógában mindehhez még a frigyszekrény fölötti kupola, gyönyörű lámpások, míves szószék, ülések és fémkorlátok is járulnak.
A hagyományos zsidó templomokban a Tórát (szombat délelőttönként) a középütt elhelyezett emelvényről (héberül bímá) olvassák, ám egyes modern zsinagógákban, így itt is, a keleti fal közelébe, az „oltárrészbe" helyezték azt át. Ezért a Tóra itt nem a nép közül, hanem fentről a néphez szól, akárcsak a prédikáció a keresztény templomokban.
A Dohány utcai zsinagóga tulajdonképpen bazilikális összetett tér. Nem más, mint az őskeresztény bazilikák, a késő évszázadok bazilikáinak XIX. századi adaptációja. Maga a bazilikás térforma a római templomból fejlődött ki, oly módon, hogy a félkörös térbővítményt, az ún. exedrát, elhagyták. A kapukat az apszissal szemben nyitották meg, így a templomba belépő ember elé tárult a templom meghitt hangulatot teremtő, alázatosságra nevelő, szerénységet követelő, varázslatos világa. Festmények, szobrok, mesteri fényhatások lenyűgözték a látogatót.
A Dohány templom alkotói nem voltak zsidók, olyan teret hoztak létre, amely a keresztény templom ismert szerkezeti elemeiből tevődik össze. Eszmei tartalma van a rávezetőtér és a templombelső kapcsolatának. A hívőt a frigyszekrény felé invitálja a dinamikus hosszhajó.

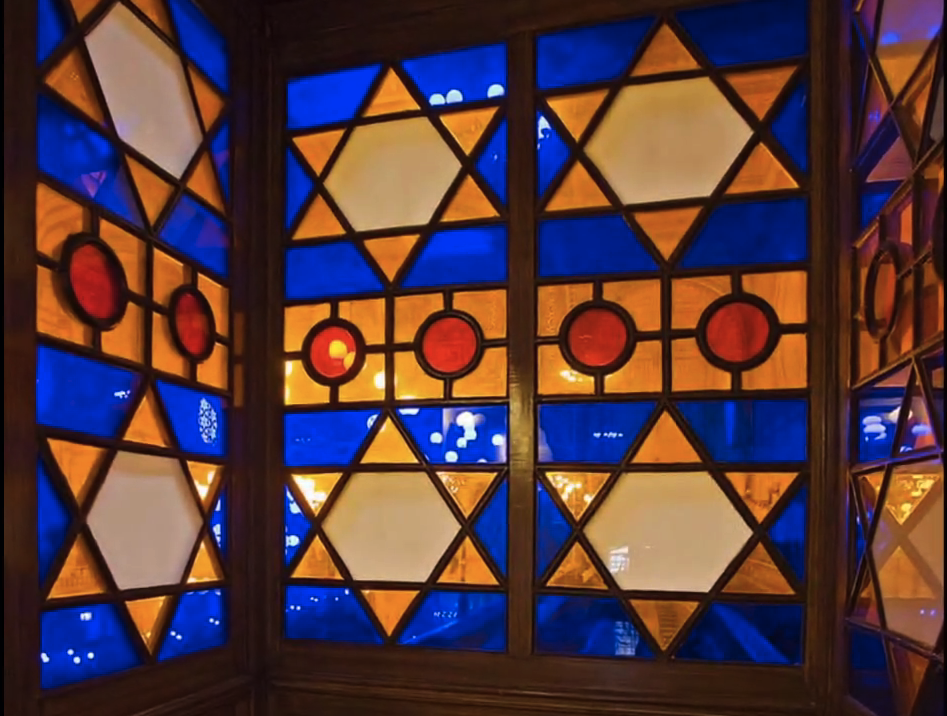
Üvegablak a karzat ajtóin

A templom aulájába három kétajtós kapun juthatunk be, amelyekre a vaspontokkal díszített pántos szerkezet a jellemző. Az aulát három kupola fedi le, melyek közül a középső a legnagyobb. Ezeket ornamentális festés díszíti. A középső portál felett miniatürizált rózsaablakon szórt fény tör át. A zsinagóga fő szerkezeti egységébe, a háromhajós belső térbe lépve a padlózatot mindenütt leborító mozaik a szembetűnő. A geometriai formák azonos ritmusban lüktetnek.

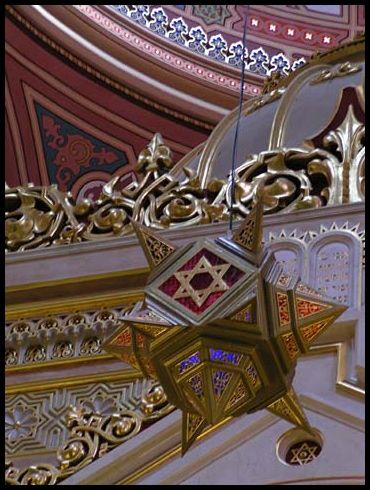
Az örökmécses a frigyszekrény előtt

Monumentális, lenyűgöző tér tárul elénk. A padsorok tengere elsöprő lendülettel invitál arra, hogy előbbre, a hely vallási szempontból leglényegesebb része, az Áron Hákódes – a Frigyszekrény felé közeledjünk. A középső úttól jobbra-balra férfiak helyét találjuk.
A második világháború befejezése óta a két oldalhajóba már asszonyok is ülhetnek. Rendeltetéséből adódóan azonban az első és a második emelet volt az, ahol a nők foglaltak helyet. Nagyünnepeken, amikor zsúfolásig megtelik a templom, a régi ültetési rend a domináló. A padokat néhol fémfeliratok ékesítik nevekkel. Ezekkel azokra a személyekre emlékeznek, akik a templom építéséhez, karbantartásához nagyobb összeggel járultak hozzá. Ezek az úgy nevezett örökülések.
A hosszanti térben két, hatalmas félköríves záródású vasoszlop emelkedik. Ezeken nyugszik a tetőszerkezet. Negyvenöt egységből áll a kazettás mennyezet, ahol a geometrizáló minták szerény díszítő motívumként jelennek meg. Jelenlegi állapotukat jelentős mértékben befolyásolta a történelem vihara.
Az alsó szinten és az első emeleten a falsíkot félköríves záródású ablaksor töri át, amelyekben visszatérő motívum a kék háttérből szinte kiugró hatágú Dávid csillag, A második szinten mindkét oldalon, három-három nagyméretű rózsaablakon árad be a fény, megteremtve a meghittség hangulatát. Az első oszlopoknál áll a katolicizmus hatását mutató, csigalépcsővel ellátott, impozáns oldalszószék. Elhelyezésük indokolt, mert a hatalmas templomot csak innen lehet "bebeszélni".
A keleti falon, az oltárrész előtt, félköríves formában, a hely szentségére zsoltáridézet hívja fel a hívők figyelmét. E mögött emelkedik az összetett térkonstrukciójú "szentély", amely kétségkívül a legattraktívabb szerkezeti elem. Erőteljesen érződik rajta úgy strukturalitás, mint díszítettség tekintetében Feszl Frigyesnek, a Vigadó építőjének hatása.
Az ornamentika, a színek megválasztása, a nemes anyagok használata a keleti ízléskultúrával kapcsolatos rokonszenvre utal. Az előtérbe két oldalról lehet feljutni. Az itt levő korlátdíszítés a templomi bútorművészet nemes arányú remekműve. A középen elhelyezkedő alsó szószékről a rabbi péntek este, vagy szombat délelőtt szól híveihez. A két oldalán álló túldíszített székre azok ülnek, akik az ünnep délelőtti istentiszteleten a frigyszekrényből kiemelt, a Mózes öt könyvét magába foglaló tóratekercset ölükbe fogják.
A "Szentély" centrumában áll a felhajtható nagyszószék. Habár a zsinagógára a nonfigurativitás jellemző, díszítő elemként itt Júda oroszlánjainak faszobrait is felhasználták. A szószék összecsukott formában mint tóraolvasó-asztal és mint a kántor előimádkozói pulpitusa is működik. Két oldalon a notabilitások, az elöljárók részére fenntartott ülések helyezkednek el.
Három lépcsőn lehet feljutni a bal oldali rabbi- és a jobb oldali kántorüléshez. Háttámlájuk a Frigyszekrény struktúráját idézik. Előttük bizánci ízlésű, két nyúlánk világítótest, amely ma kétszer tizenegy villanykörtével szórja a fényt.
A Frigyszekrény síkjából kiemelkedik a két márványoszloppal indított és szabálytalan timpanonnal lezárt portál, amelynek középpontjában az Örökkévaló négybetűs neve, a tetragrammaton olvasható. A Frigyszekrényt kupola zárja le, melynek tetején magányos Dávid csillag magasodik. A frigyszekrény belső fala az éjszakai égboltot mintázza, sötétkék alapon sárga csillagokkal. A Frigyszekrény kárpitjai különböző korúak. A hétvégi istentiszteleten használandó pároheten (kárpiton) díszítőelemként hímzett tórakoronát és baldachin motívumot használt fel a készítő. Alatta a héber nyelvű szöveg az adományozó nevét és a felajánlási alkalmat tünteti fel.
A Frigyszekrényhez lépcsőkön, keleti perzsa szőnyegeken juthatunk. Lépcsőnként két-két képet ábrázolt a művész. Az itt megfogalmazott jelképek Jákob 12 fiának, a későbbi 12 törzsnek bibliai forrásból merített szimbólumai. A szőnyeg alatt a mozaikpadlózat bonyolult geometriai formákból tevődik össze. A Frigyszekrény előtt állandóan ég a "Nér támid", azaz az Örökmécses.
A templom mögötti téren, a keleti szárnyon található a rabbi és a kántor öltözője. Az oldalágon a vőlegény és a menyasszony szobáját építették. A rabbiszoba falán azoknak a lelkészeknek fényképei kaptak helyet, akik a gyülekezet vezető lelkészei voltak. Itt a közelben tárolják az esküvői baldachin, a chupá négy darab csavart oszlopát is.

## A zsinagóga helye
Az első pesti zsidónegyedet a Nagyhíd (ma Deák Ferenc) utca kötötte össze a hajóhíddal, amelyen keresztül az óbudai zsidók a vásárokra érkeztek. A hajóhídtól nem messze, a mai Széchenyi István térnél volt a Rak-piac/Kirakodó tér; itt alakult ki a 19. század elején egységes rendezési terv alapján felépített Lipótváros kereskedelmi központja. Idővel ide kerültek az áruforgalom, a szállítás és az adásvétel intézményei, tehát az egész nagykereskedelem. Az új városrészbe igyekeztek a VI–VII. kerületből a jómódú zsidók is, itt béreltek lakást, nyitottak üzletet. 1891-ben már kb. 12 000 fő volt a kerület zsidó lakossága, ami a VI. és VII. kerület 60 000-es zsidóságához képest alacsony szám, de Lipótváros esetében ez gyakorlatilag a teljes nagypolgárságot jelentette.
Ez az előkelő zsidóság a távoli Dohány utcai zsinagógába volt kénytelen járni, de ezen változtatni akartak. A várostól ingyen kaptak egy üres telket a Parlamenthez közel, 1898-ban ki is írták a pályázatot zsinagóga tervezésére, a zsűriben olyan nevekkel, mint Hauszmann Alajos vagy Steindl Imre. A legjobbnak Foerk Ernő és Schömer Ferenc tervét ítélték.  A győztes terv méreteivel egyértelműen a Bazilikával versengett: ha megvalósul, 70 méteres magasságával és 3800 fős befogadóképességével Európa legnagyobb zsinagógája lett volna. Azonban a költségeket tervszinten sem tudták egymillió forint alá szorítani (a győztes tervnek csupán a kupolája hatmillió forintba került volna), így a hitközség 1907-ben inkább megállapította, hogy „nagy szükséglet egy nagy templomra a Lipótvárosban fenn nem forog”, a telket az akkor még zárt sorban álló Dohány utcai zsinagóga szomszédos telkeire cserélték, így azt szabadon álló épületté, Európa legnagyobb zsinagógájává építették át. A meg nem valósult Lipótvárosi zsinagóga helyén ma a Pesti Központi Kerületi Bíróság épülete áll.

## A zsinagógában szolgálatot teljesítő rabbik, kántorok, karnagyok és orgonisták

### Rabbik

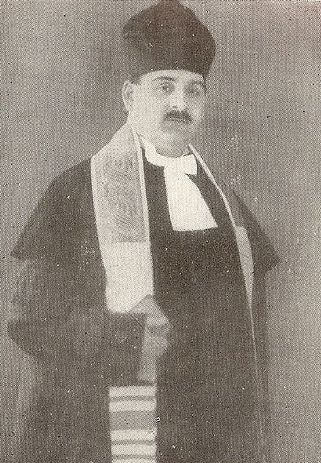
Ábrahámsohn Manó főkántor

- Dr. Frölich Róbert főrabbi 1993-tól (1965–)
- Landeszmann György főrabbi 1991-től 1993-ig (1944–)
- Dr. Schöner Alfréd főrabbi 1985-től 1990-ig (1948–)
- Salgó László főrabbi 1956-tól 1985-ig (1910–1985)
- Katona József főrabbi 1936-tól 1959-ig (1936–1959)
- Herskovits Fábián főrabbi 1930-tól 1946-ig (1907–1982)
- Hevesi Ferenc főrabbi 1930-tól 1946-ig (1898–1952)
- Groszmann Zsigmond főrabbi 1906-tól 1945-ig (1880–1945)
- Richtmann Mór főrabbi 1906-tól 1927-ig (1880–1972)
- Fischer Gyula főrabbi 1905-től 1943-ig (1861–1944)
- Hevesi Simon főrabbi 1905-től 1943-ig (1868–1943)
- Meyer Kayserling főrabbi 1870-től 1905-ig (1829–1905)
- Dr. Kohn Sámuel főrabbi 1866-tól 1920-ig (1841-1920)
- Meisel Wolf Alajos főrabbi 1859-től 1867-ig (1816–1867)
- Bach József főrabbi 1859-től 1866-ig (1784–1866)

| - Friedmann Mór főkántor 1859-től 1891-ig - Lazarus Adolf főkántor 1925-ig - Zável (Zebulon) Kwartin főkántor Oroszországból 1910-től 1920-ig (1874–1952) - Ábrahámsohn Manó főkántor - Linetzky Bernát főkántor - Karvaly László kántor - Feleki Rezső főkántor - Lóránd Márton főkántor - Kovács Sándor főkántor - Klein Ervin főkántor - Tímár Károly főkántor - Fekete László főkántor 1988–napjainkig | - Engel kántor - Goldreich kántor - Hirschler György kántor - Sándor György (Giora Sharon) főkántor - Szilágyi Gábor - Rudas Dániel -napjainkban - Lázár Zsigmond -napjainkban - Somló Andor - Révész Sándor - Donáth Ede - Gottschall Jakab - Lisznyai-Szabó Mária 1971-től 2020-ig - Lisznyai-Szabó Gábor 1935-től 1971-ig - Schwejda Rezső - Dobszay Péter |

## Magyar Zsidó Múzeum
Az 1896-os millenniumi évben gondoltak először arra, hogy a magyarországi zsidó vallást, az itt élő zsidók történelmi emlékeinek kiállítást hozzanak létre. Szabolcsi Miksa javaslatára ennek a kiállításnak az anyaga lett a későbbi zsidó múzeum alapgyűjteménye. 1932-ben lett végleges helye a zsinagógához épített épületszárnyban. A Vágó László és Faragó Ferenc által tervezett épület szorosan illeszkedik a zsinagóga épületéhez és az árkádokhoz.

## Temető

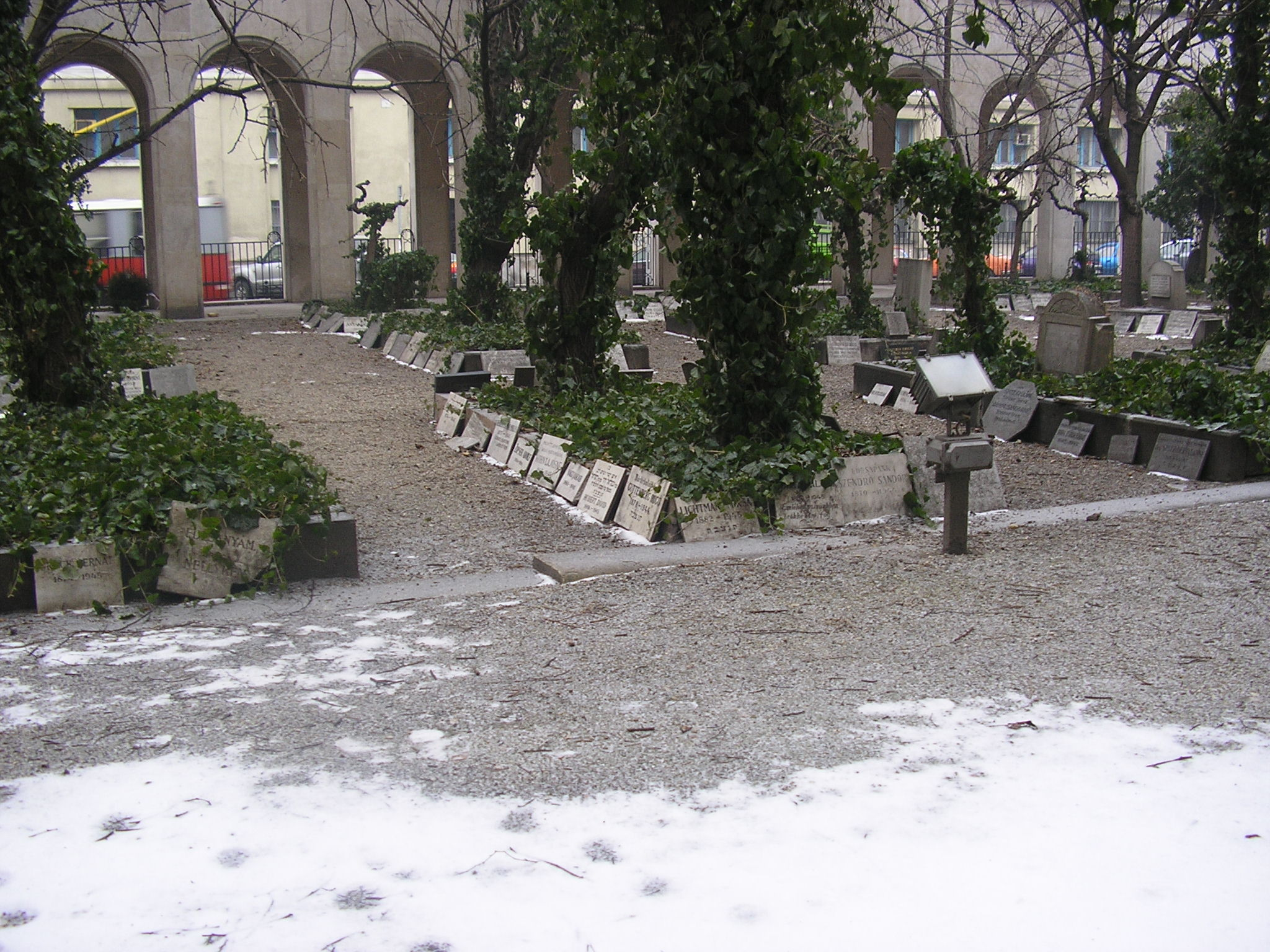
A közönség elől elzárt tömegsírok és emléktáblák

Különleges jelentőségű a zsinagóga udvarán található temető. A zsidó szokás szerint ugyanis a temetőket nem helyezik a zsinagógák mellé. A temető a második világháború körülményei közt, szükségből jött létre.
Az eredeti tervek szerint egy vízmedence került volna a Dohány utcai zsinagóga, a Zsidó Múzeum és a Hősök temploma közti területre. Ez a füves terület a budapesti gettó 1944. november 18-i létrehozásával a gettó területére került. A gettóban a nélkülözés, az éhezés, a hideg és a nyilasok gyilkosságai miatt nagyon sokan meghaltak. A hideg és a háborús állapot miatt a halottakat nem tudták temetőbe vinni, ezért a zsinagóga falánál több ezer holttest hevert 40 napig. Ezek közül 3500-at a Kozma utcai és a Salgótarjáni Utcai Zsidó Temetőkben temettek el.

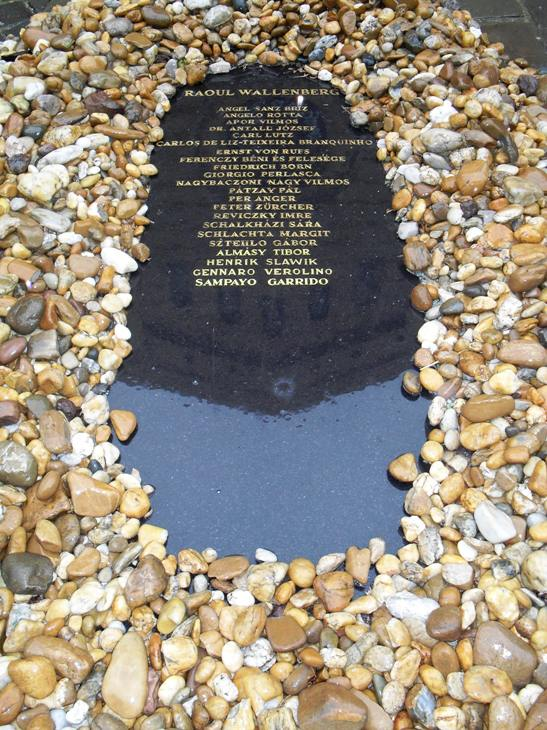
A zsidókat mentők emlékműve

A gettó felszabadulásakor, 1945. január 18-án az utcákon több ezer temetetlen holttest feküdt, csak a Klauzál téren több, mint 3000 halott volt. A halottak közül 1140 név szerint ismert és 1170 ismeretlen mártírt a zsinagóga udvarán, 24 közös sírba temettek el. A Dohány utcai zsinagóga lett az egyetlen a világon, amelynek kertjében temető van. A zsidó vallás nem engedi meg a holttestek kihantolását, és nem engedi meg a zsinagógában vagy annak közvetlen szomszédságába való temetkezést, a budapesti gettó áldozatainak többsége a vallás kihantolást és a testek vagy csontok áthelyezését tiltó, erősebb törvénye miatt maradhatott a templom kertjében. Közöttük volt Arany Dániel matematikus is, akinek emlékére évente középiskolai matematikai versenyt rendeznek.
A közelmúltban kis parkkal egészítették ki a temetőt, melyben emlékmű őrzi a számtalan életet megmentő Raoul Wallenberg, Giorgio Perlasca és Per Anger nevét.

## Emlékpark

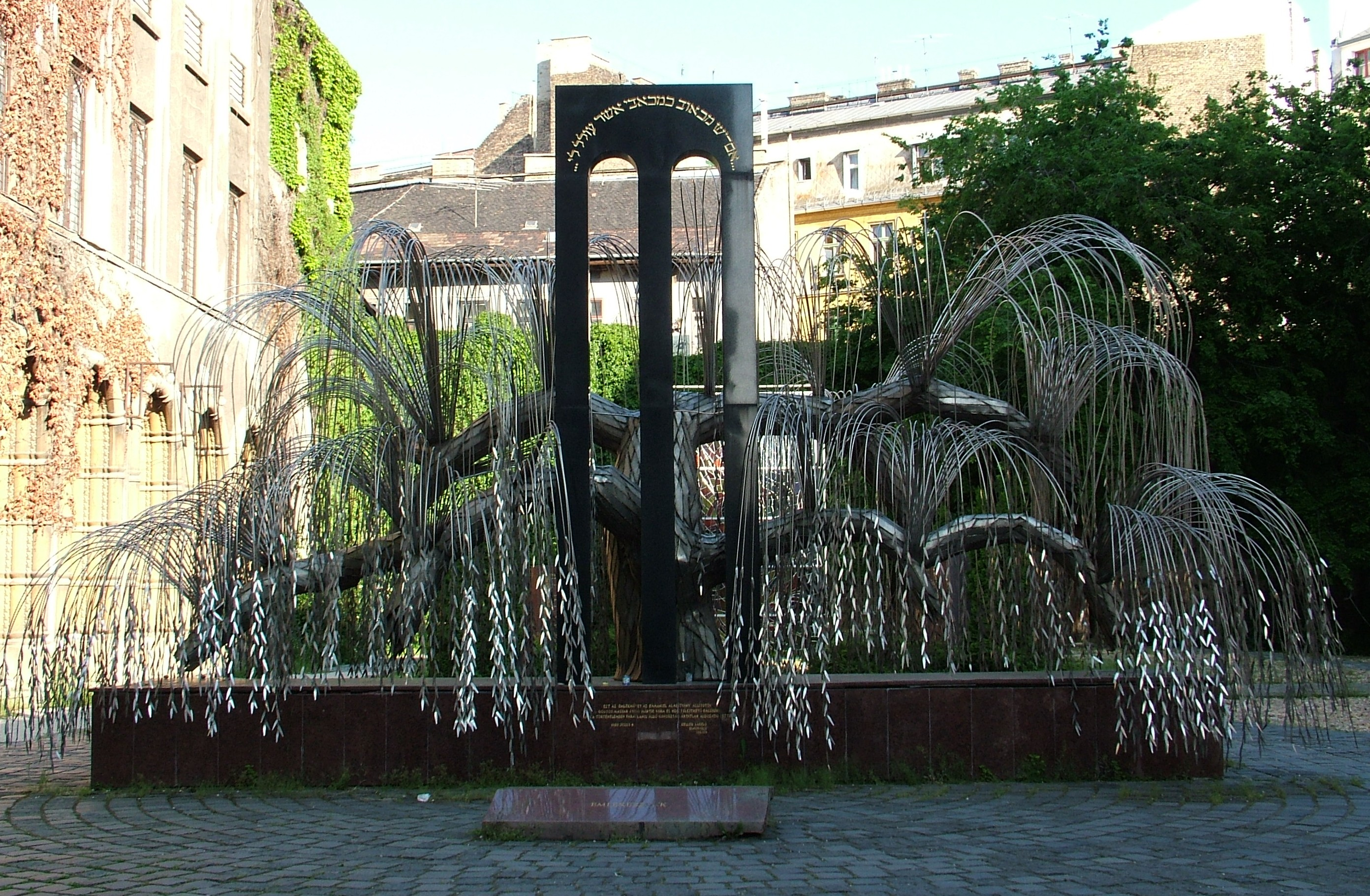
A holokauszt áldozatainak emlékműve

A kert mellett van a Holokauszt-emlékpark. Itt található a Varga Imre által tervezett Emanuel-emlékfa, a Holokauszt áldozatainak emlékműve. A vörösgránit talapzaton álló, fűzfát formázó, krómacél plasztika levelein egy bizonyos összeg fejében örökítették meg a holokauszt áldozatainak nevét, a befolyt pénzt pedig a Dohány-zsinagóga felújítására fordították. Létrejöttét Tony Curtis által életre hívott Emanuel-alapítvány támogatta.

## Érdekességek a zsinagógáról

### Ülések

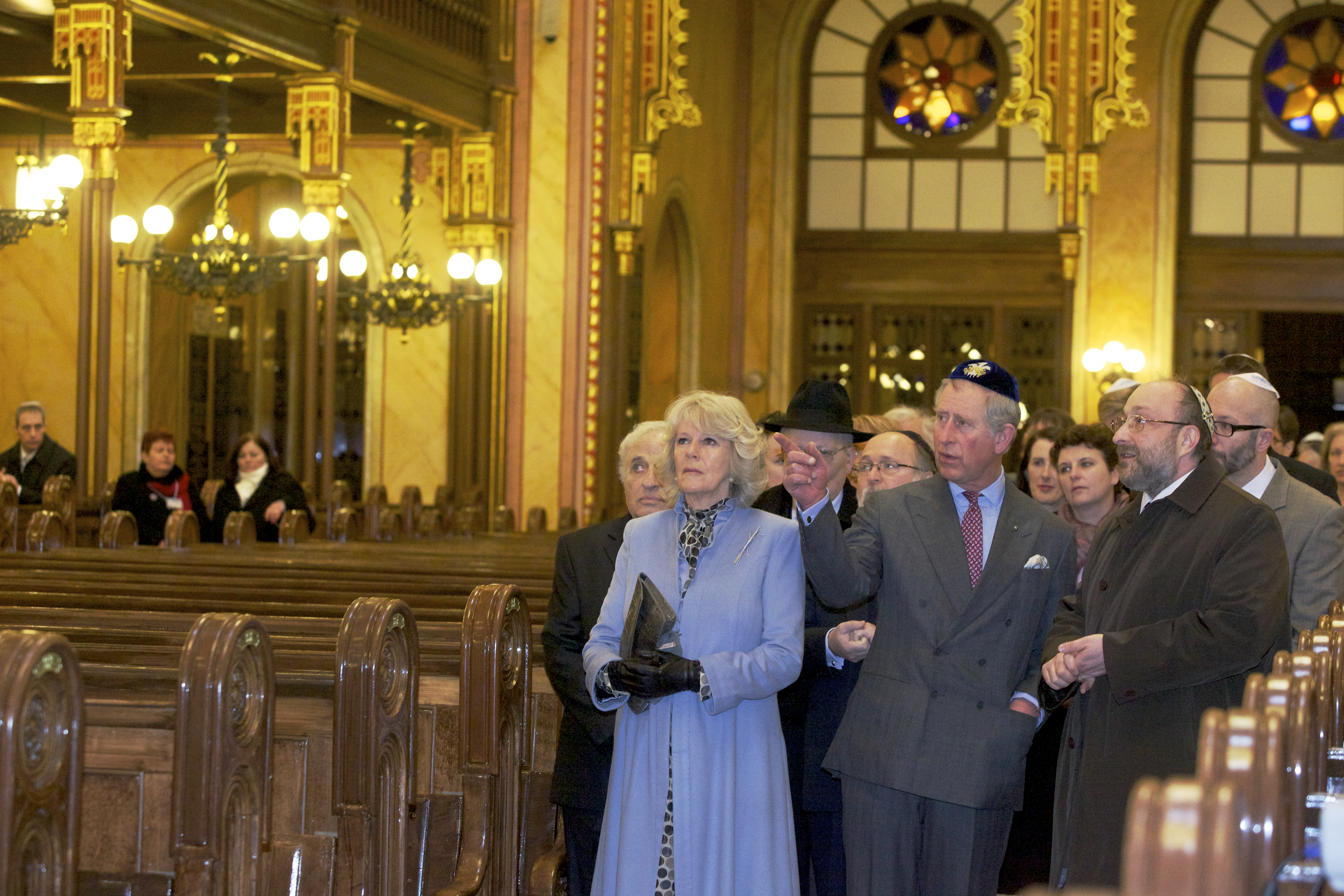
Károly walesi herceg és Kamilla a zsinagógában

Az épületben található üléseket még a zsinagóga átadása előtt, akár részletre is, meg lehetett vásárolni, így a továbbiakban csak a tulajdonos használhatta. A későbbiekben ezeket az üléseket aztán el lehetett adni, vagy meg lehetett vásárolni, sőt, még jelzálogot is lehetett rá felvenni, annyira értékesnek számított egy-egy ülőhely a zsinagógában. A helyi zsidó közösségben úgy szólt a mondás: „Az egyházközség tagjainak rendelkeznie kell egy lakással, egy nyaralóval és egy ülőhellyel a Dohány utcai zsinagógában.”

### A csillárok
A főhajóban lévő két öntöttvas csillár teljesen leereszthető illetve felhúzható. Erre két okból volt szükség. A világítótestek cseréjét és a szerkezet karbantartását teszi lehetővé, hogy a csillár leengedhető annyira, hogy ahhoz a személyzet biztonságosan hozzáférjen.
A második ok a orgona hangzásával függ össze. Ahhoz, hogy akusztikailag tökéletes hangzást lehessen elérni a hangversenyek és koncertek rendezésekor, a bejárat felőli csillárt a második emelet karzatának szintjéhez húzzák fel, míg a keleti fal felőli csillárt körülbelül a teljes magasság 3/4-ig emelik fel.
Két oldalt a második emeleti karzat függőcsillárjai is mozgathatóak, ezeket a padlástérben található kézi kurblis csörlők segítségével lehet leengedni és emelni.

### A templom üzemeltetése szombaton
A zsidó vallás egyik alapvető előírása a szombat megtartása. Ilyenkor nem lehet tüzet gyújtani, munkát végezni. A világítás felkapcsolása, a fűtés beindítása is ennek számít. A zsinagóga "gondnoka" ennek okáért nem lehet zsidó vallású ember, egyébként ő az, aki a frigyszekrény függönyét is mozgatja, jelet ad az orgonistának, illetve minden elektromos berendezést kezel.
Az orgonán sem játszhat szombaton zsidó, mert az is árammal működik. Sőt, zenélni sem lehet szombaton – különösképpen a zsinagógában nem.
Erre az a halachikusan is elfogadott megoldás született, hogy a kórus és az orgona fizikailag el van választva a templom szakrálisan használt részétől, így vallásilag a zeneszó és a kórus hangja "kintről" jön be a templomba. Az pedig már nem számít a szombat parancsolatának a megszegésének. A zsidó vallás ugyanis szándékosnak csak azt tekinti amit a kezünkkel, lábunkkal vagy szájunkkal teszünk. A hallást, a szaglást és a látást nem tudjuk befolyásolni – érzékszerveinkkel nem lehet szándékosságot elkövetni.

### A frigyszekrény ajtaja
A kétszárnyú ajtó különlegessége, hogy olajfából készült, Izraelből származik az alapanyaga.
Az Ószövetségben Noénak egy galamb olajfaágat hozott, ezzel jelezve, hogy vége a vízözönnek.
A tóraszekrény kulcsának tolla szemből nézve egy 5-ös számot formáz, ezzel is utalva a Tóra öt könyvére.

## Képgaléria

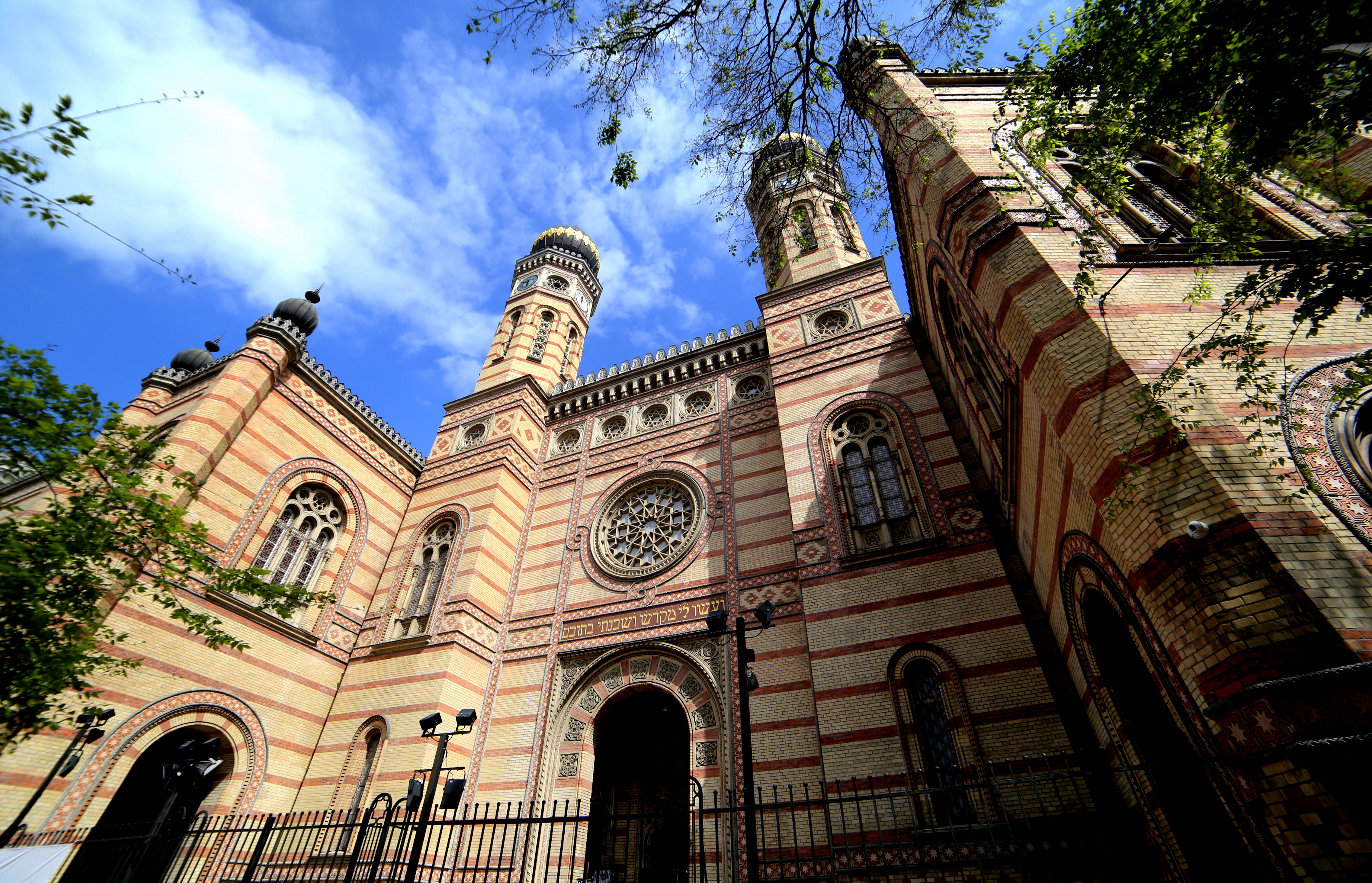
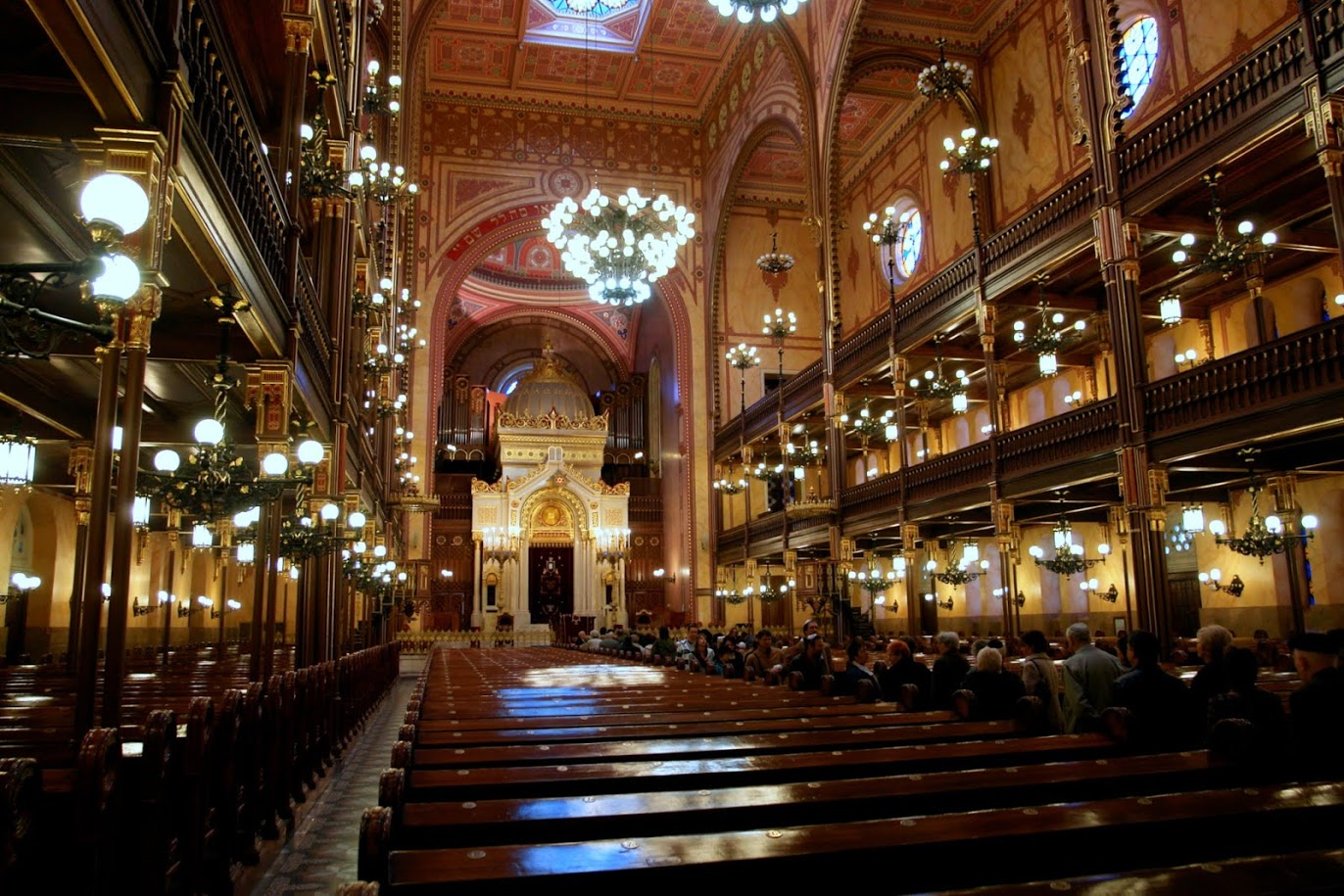
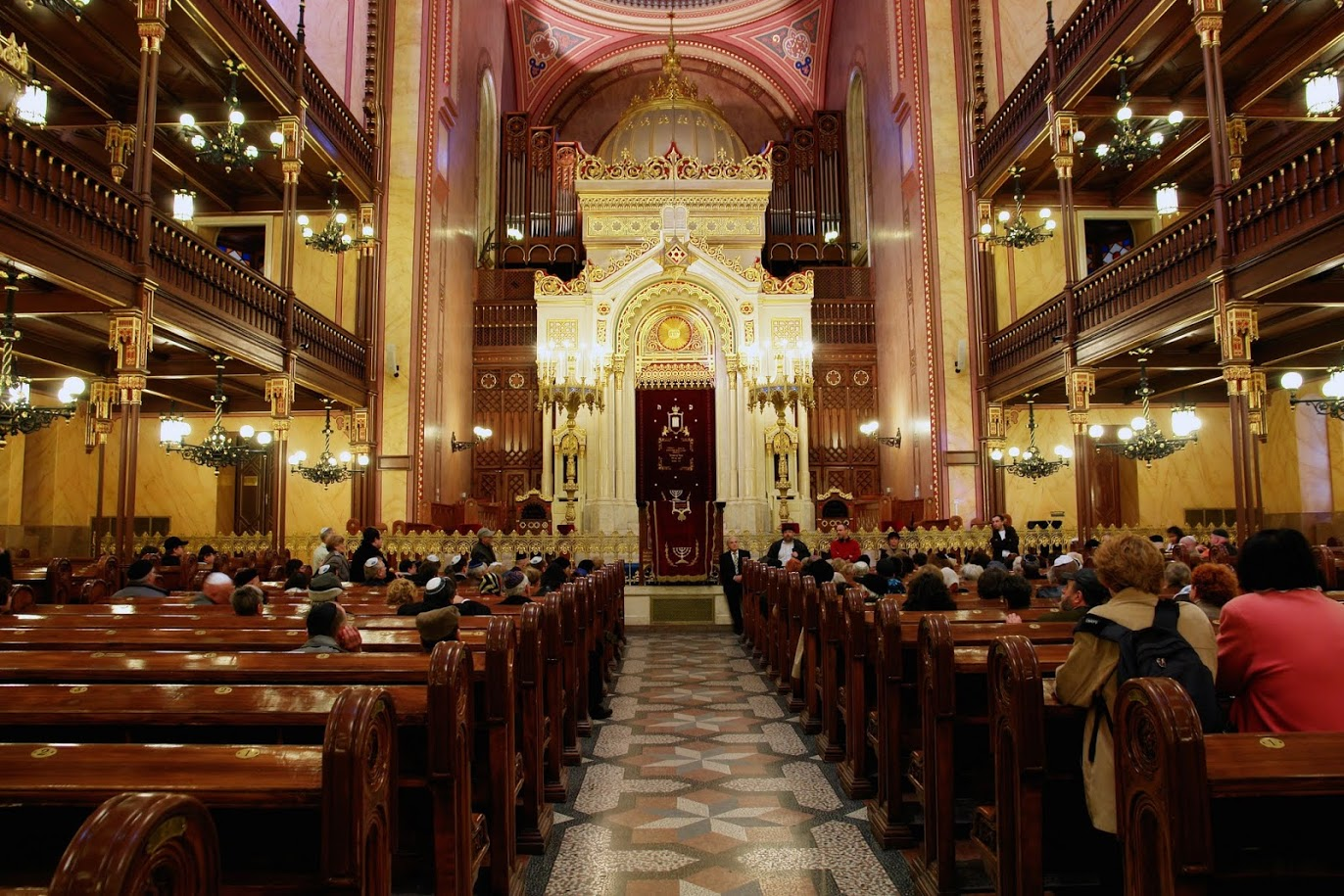
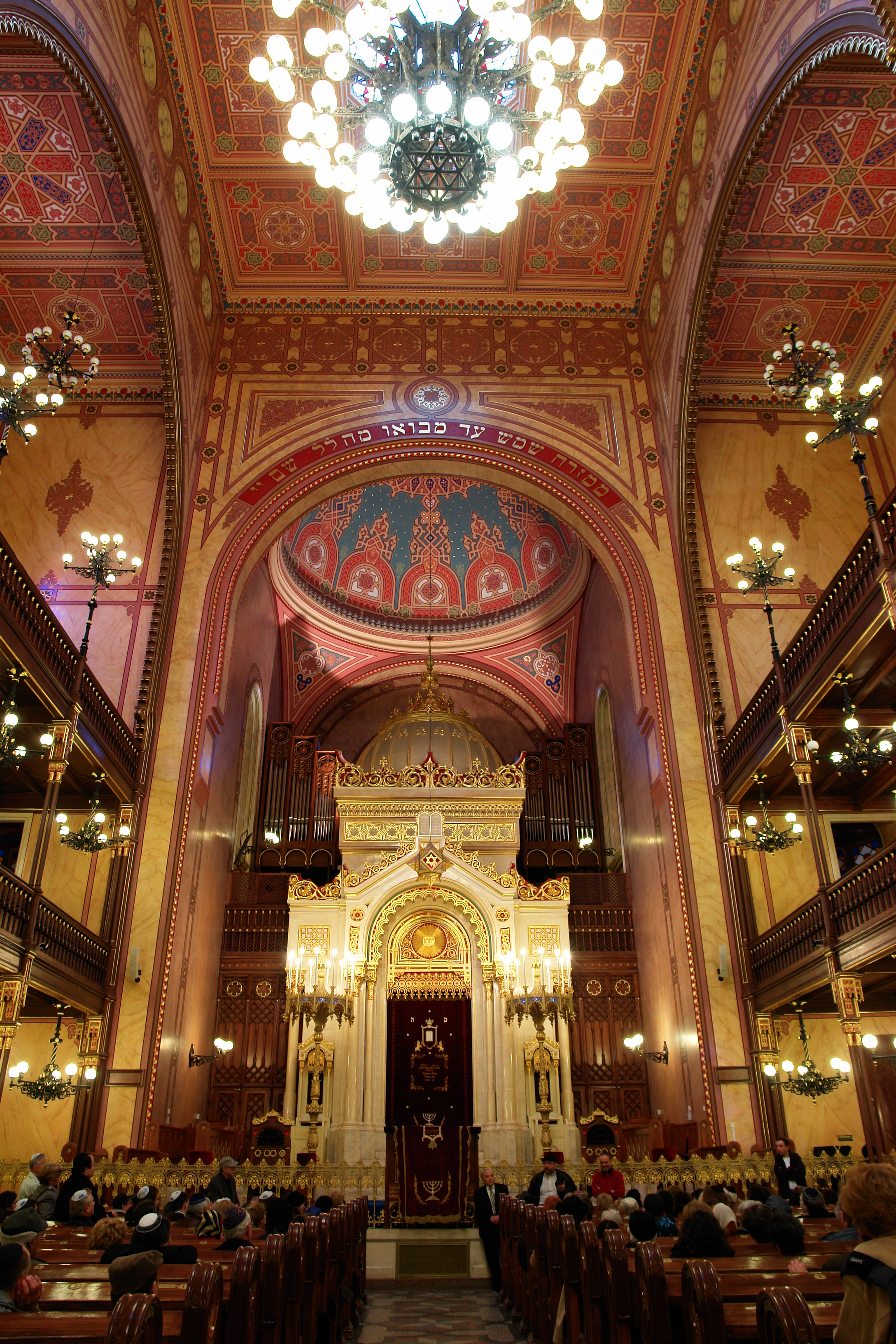
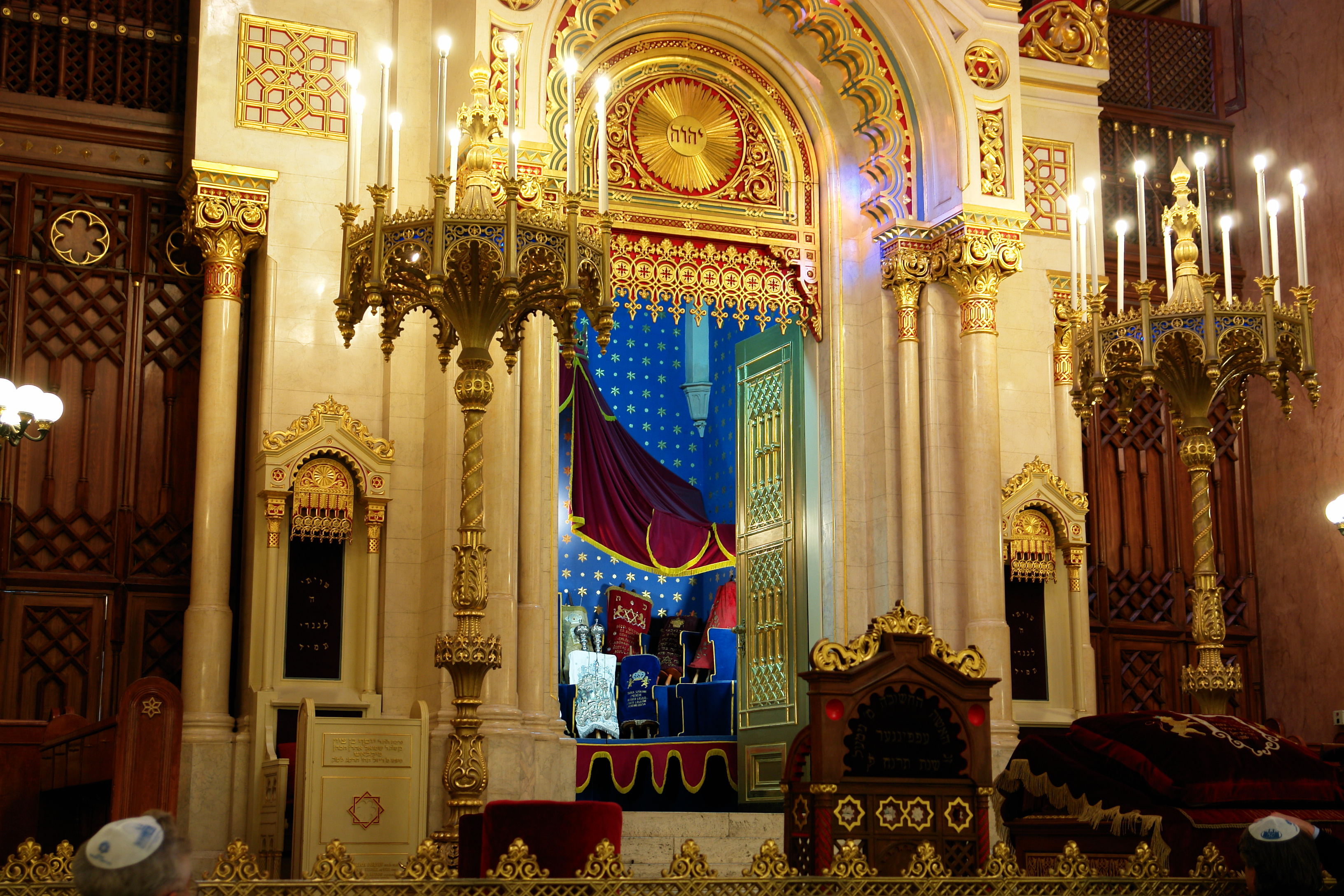
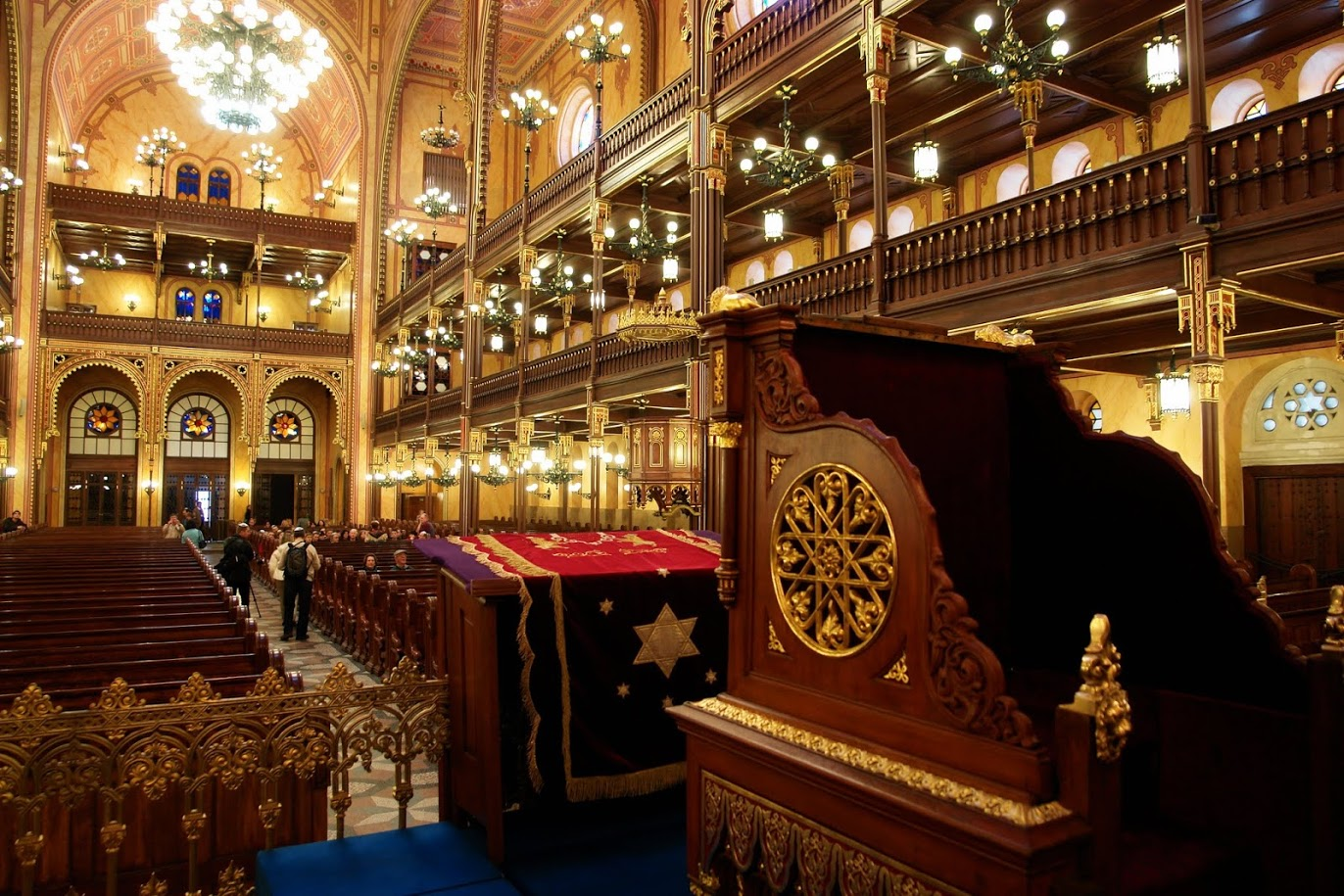
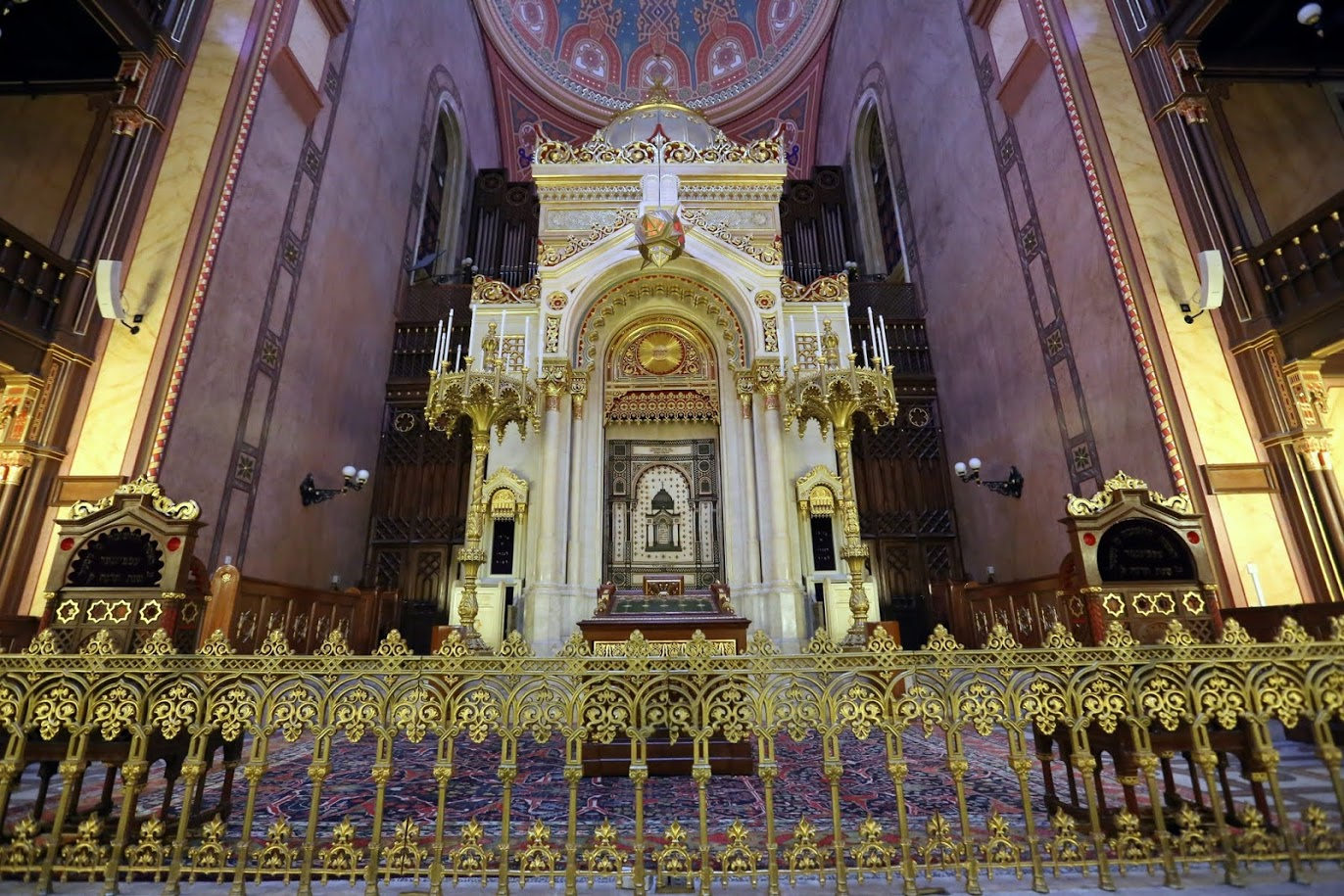
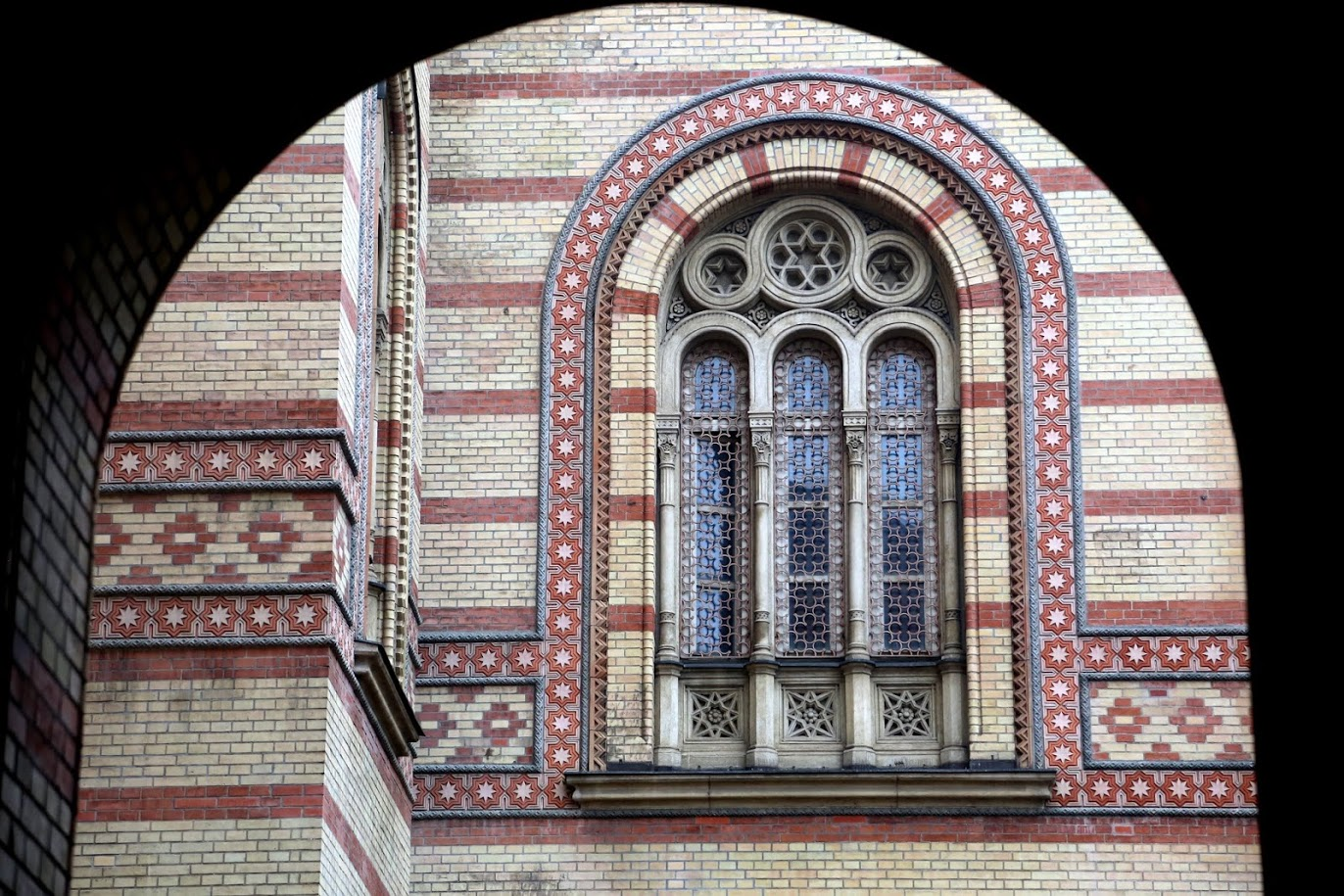
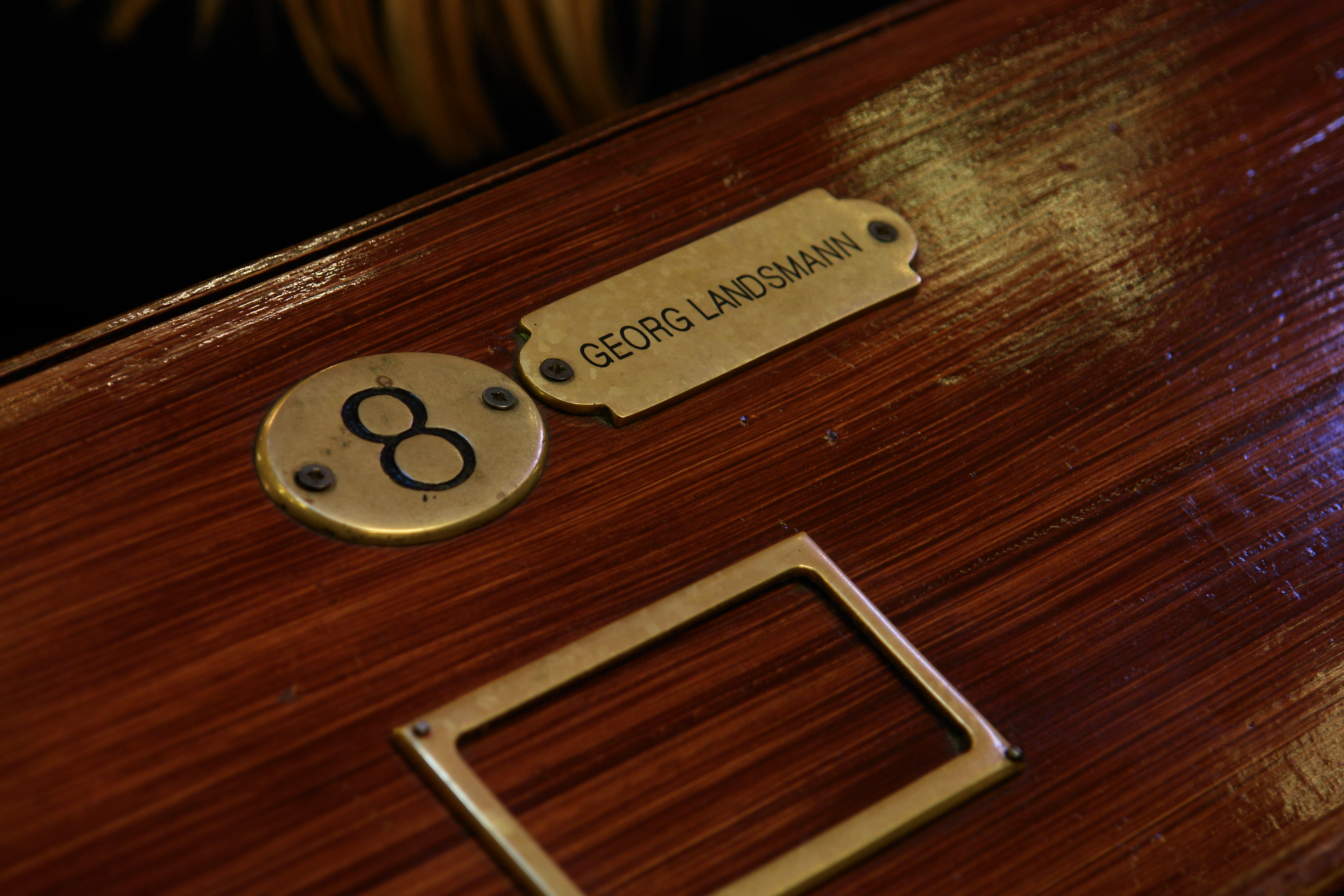
Padokon levő névtáblák egyike
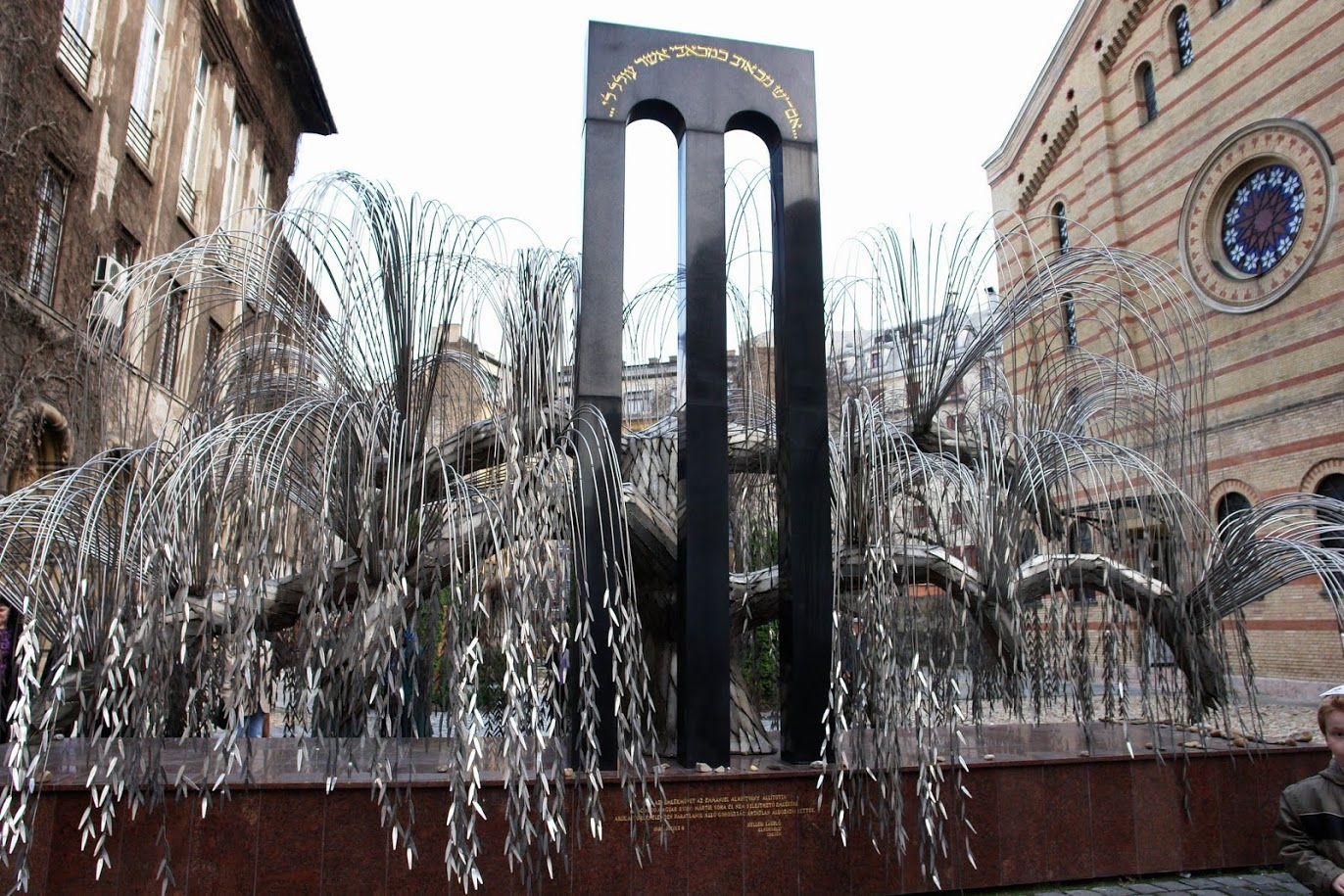
A holokauszt áldozatainak emlékműve
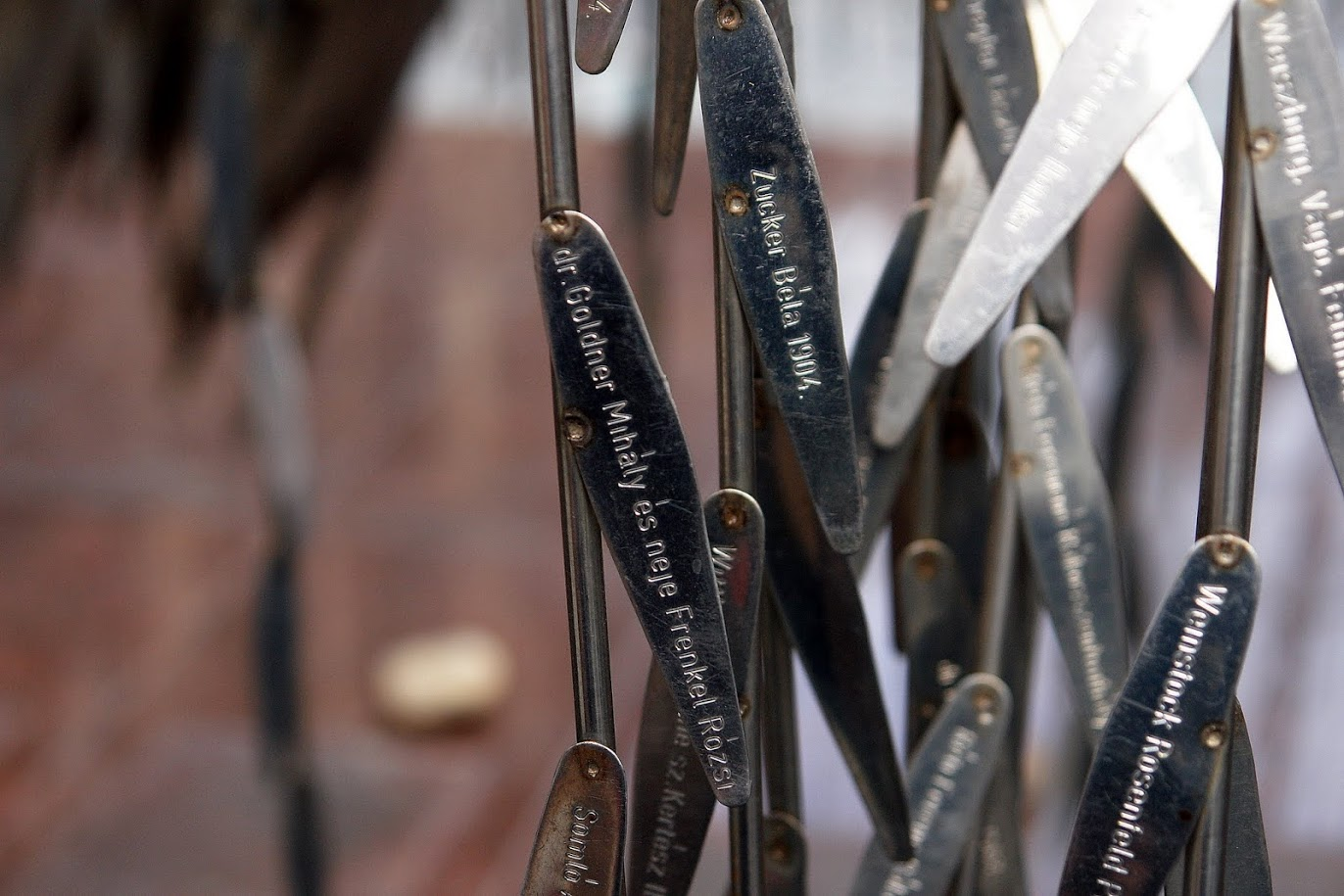
Az emlékmű részlete
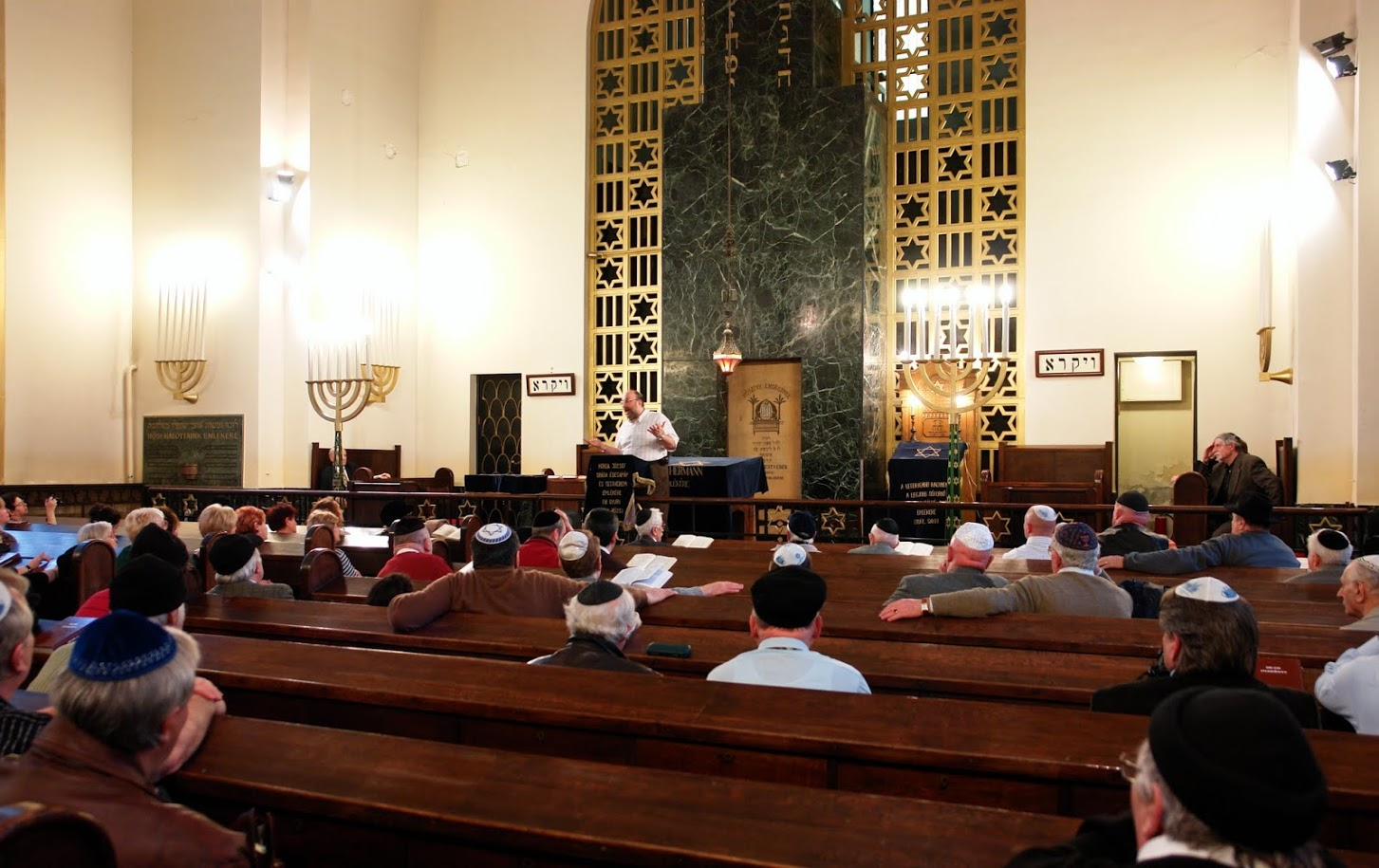
A Hősök temploma
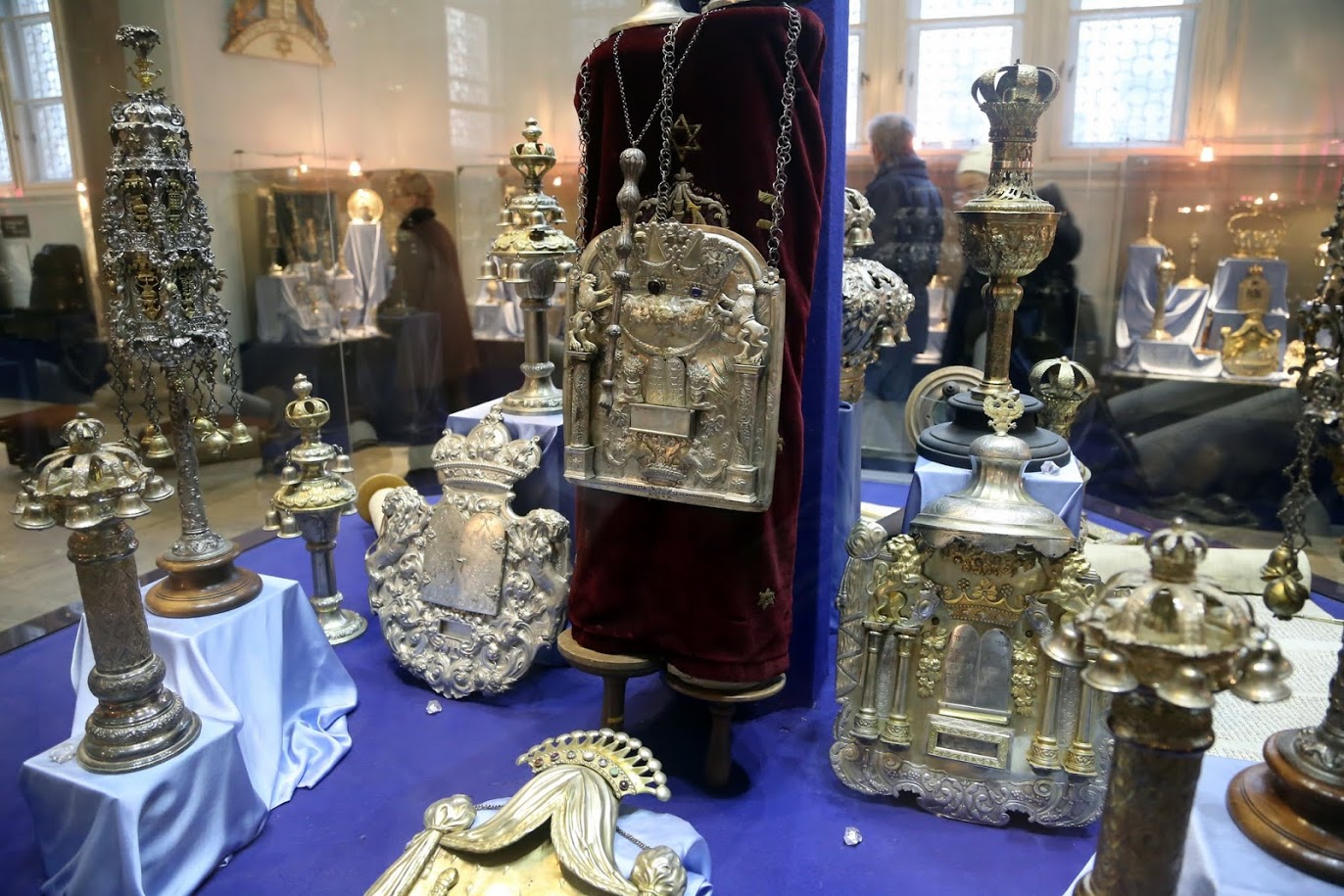
Az állandó kiállítás: a zsidó vallás kegytárgyai.
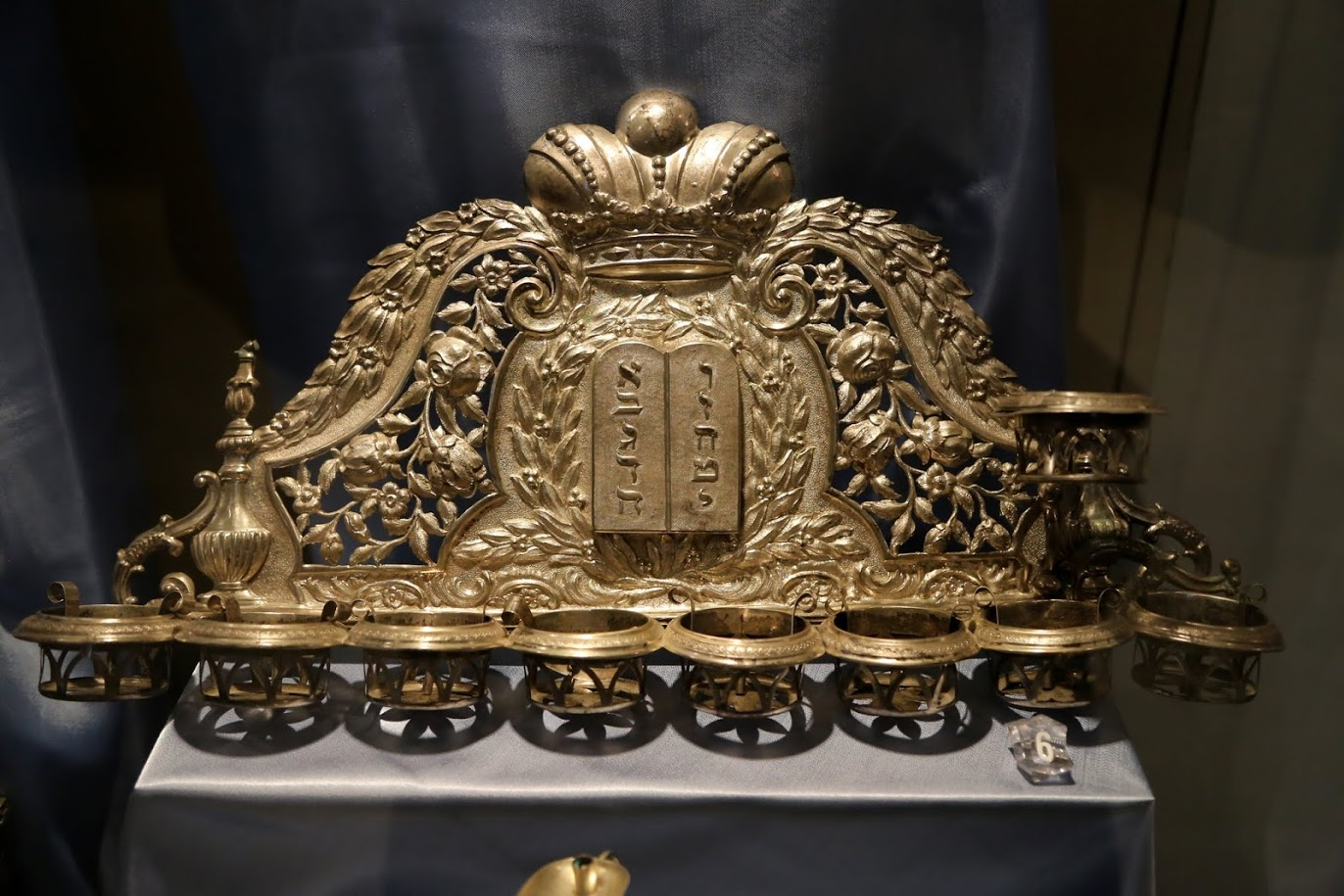
Az állandó kiállítás: a zsidó vallás kegytárgyai.
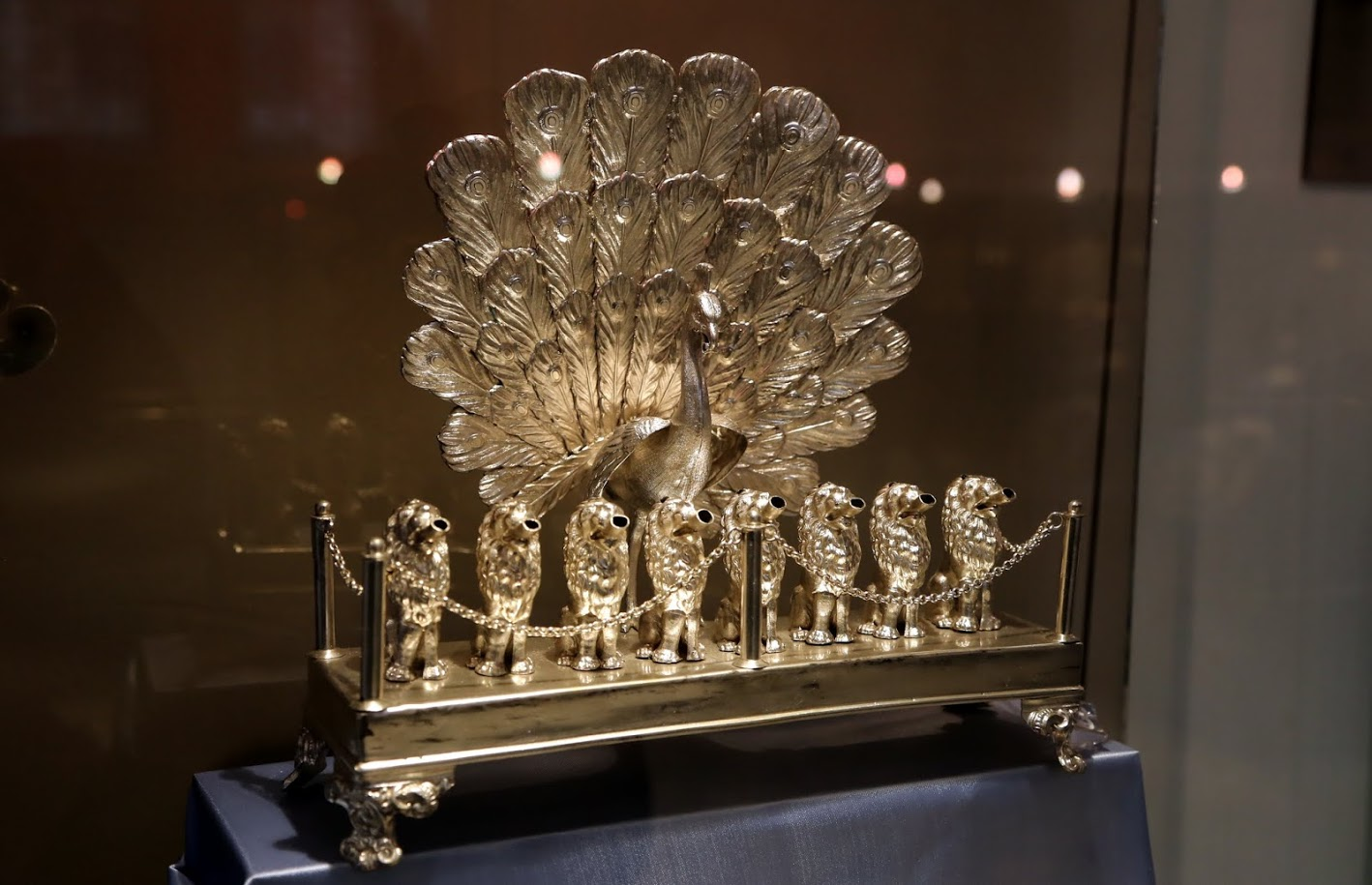
Az állandó kiállítás: a zsidó vallás kegytárgyai.
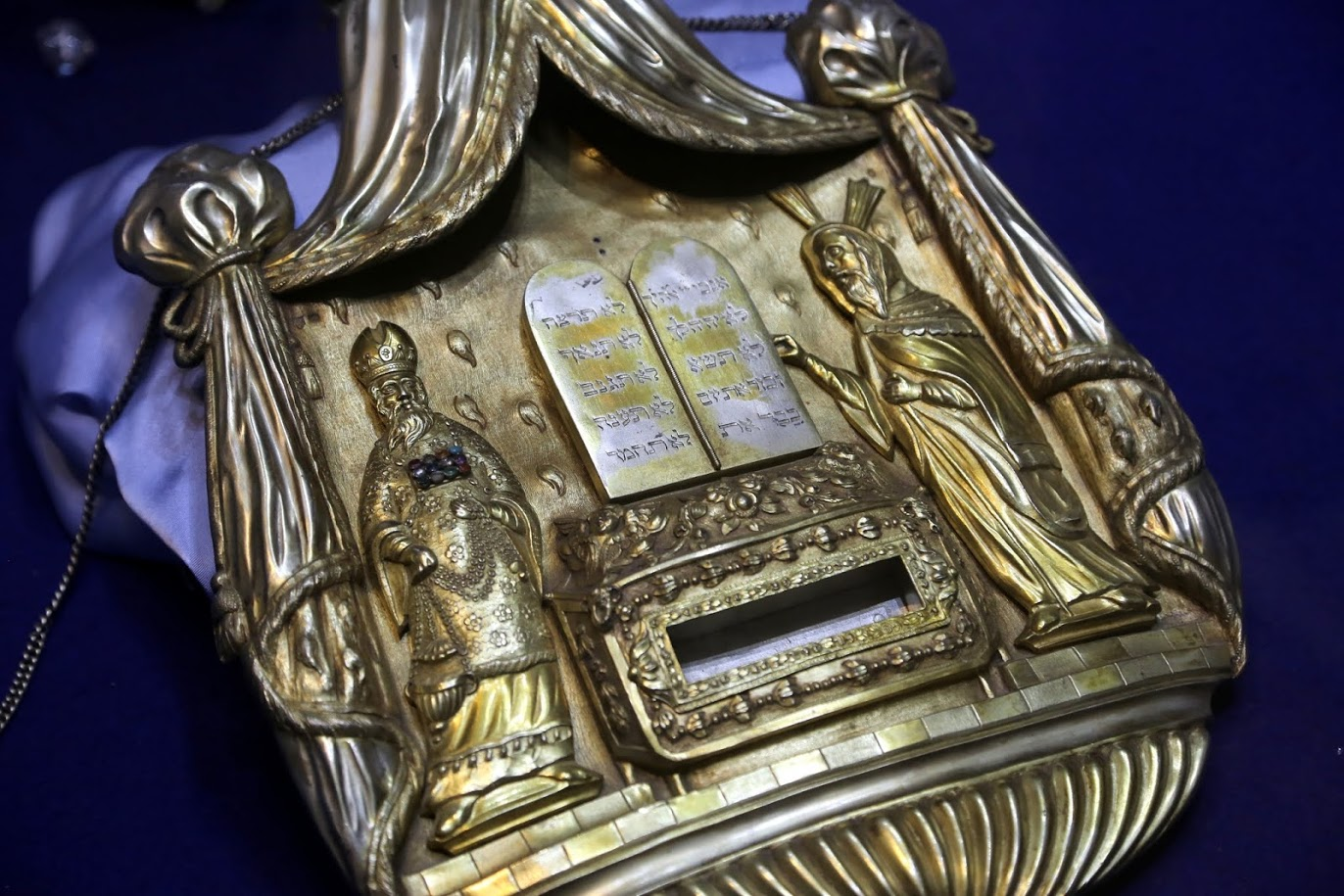
Az állandó kiállítás: a zsidó vallás kegytárgyai.
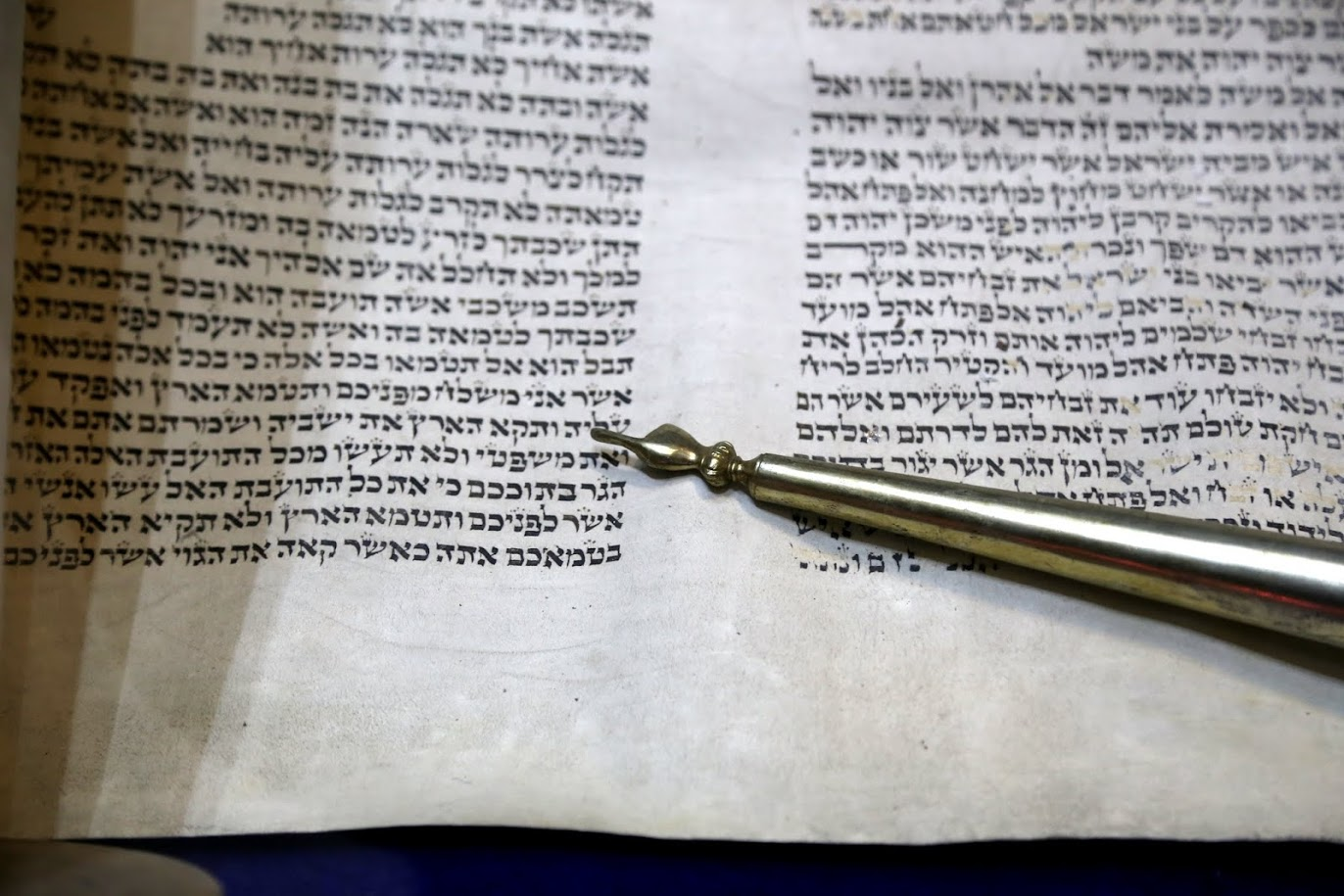
Az állandó kiállítás: a zsidó vallás kegytárgyai.